# Llista d'asteroides (196001-197000)
Llista d'asteroides del 196001 al 197000, amb data de descoberta i descobridor. És un fragment de la llista d'asteroides completa. Als asteroides se'ls dona un número quan es confirma la seva òrbita, per tant apareixen llistats aproximadament segons la data de descobriment.
Contingut: 196001... 196101... 196201... 196301... 196401... 196501... 196601... 196701... 196801... 196901... 

| Nom           | Designació provisional | Data de descobriment   | Lloc de descobriment | Descobridor/s                   |
| 196001-196100 | 196001-196100          | 196001-196100          | 196001-196100        | 196001-196100                   |
| ------------- | ---------------------- | ---------------------- | -------------------- | ------------------------------- |
| 196001 -      | 2002 RX238             | 13 de setembre de 2002 | Palomar              | R. Matson                       |
| 196002 -      | 2002 RU239             | 1 de setembre de 2002  | Palomar              | S. F. Hönig                     |
| 196003 -      | 2002 RJ240             | 14 de setembre de 2002 | Palomar              | R. Matson                       |
| 196004 -      | 2002 RN241             | 15 de setembre de 2002 | Palomar              | S. F. Hönig                     |
| 196005 -      | 2002 RS241             | 12 de setembre de 2002 | Piszkéstető          | Piszkéstető                     |
| 196006 -      | 2002 RJ242             | 14 de setembre de 2002 | Palomar              | R. Matson                       |
| 196007 -      | 2002 RT242             | 13 de setembre de 2002 | Palomar              | NEAT                            |
| 196008 -      | 2002 RV242             | 5 de setembre de 2002  | Haleakala            | NEAT                            |
| 196009 -      | 2002 RF248             | 13 de setembre de 2002 | Palomar              | NEAT                            |
| 196010 -      | 2002 RP248             | 15 de setembre de 2002 | Palomar              | NEAT                            |
| 196011 -      | 2002 RR250             | 3 de setembre de 2002  | Haleakala            | NEAT                            |
| 196012 -      | 2002 RY250             | 9 de setembre de 2002  | Palomar              | NEAT                            |
| 196013 -      | 2002 RN254             | 14 de setembre de 2002 | Palomar              | NEAT                            |
| 196014 -      | 2002 RV258             | 14 de setembre de 2002 | Palomar              | NEAT                            |
| 196015 -      | 2002 RD263             | 13 de setembre de 2002 | Palomar              | NEAT                            |
| 196016 -      | 2002 RE263             | 13 de setembre de 2002 | Palomar              | NEAT                            |
| 196017 -      | 2002 RH273             | 4 de setembre de 2002  | Palomar              | NEAT                            |
| 196018 -      | 2002 RP279             | 15 de setembre de 2002 | Palomar              | NEAT                            |
| 196019 -      | 2002 SM1               | 26 de setembre de 2002 | Palomar              | NEAT                            |
| 196020 -      | 2002 SC2               | 26 de setembre de 2002 | Palomar              | NEAT                            |
| 196021 -      | 2002 ST2               | 27 de setembre de 2002 | Palomar              | NEAT                            |
| 196022 -      | 2002 SQ5               | 27 de setembre de 2002 | Palomar              | NEAT                            |
| 196023 -      | 2002 SW6               | 27 de setembre de 2002 | Palomar              | NEAT                            |
| 196024 -      | 2002 SB7               | 27 de setembre de 2002 | Palomar              | NEAT                            |
| 196025 -      | 2002 SP9               | 27 de setembre de 2002 | Palomar              | NEAT                            |
| 196026 -      | 2002 SL13              | 27 de setembre de 2002 | Anderson Mesa        | LONEOS                          |
| 196027 -      | 2002 SB14              | 27 de setembre de 2002 | Palomar              | NEAT                            |
| 196028 -      | 2002 SF14              | 27 de setembre de 2002 | Palomar              | NEAT                            |
| 196029 -      | 2002 SL14              | 27 de setembre de 2002 | Palomar              | NEAT                            |
| 196030 -      | 2002 SJ20              | 26 de setembre de 2002 | Palomar              | NEAT                            |
| 196031 -      | 2002 SV20              | 26 de setembre de 2002 | Palomar              | NEAT                            |
| 196032 -      | 2002 SH21              | 26 de setembre de 2002 | Palomar              | NEAT                            |
| 196033 -      | 2002 SU21              | 26 de setembre de 2002 | Palomar              | NEAT                            |
| 196034 -      | 2002 SV25              | 28 de setembre de 2002 | Haleakala            | NEAT                            |
| 196035 -      | 2002 SZ27              | 30 de setembre de 2002 | Michael Adrian       | M. Kretlow                      |
| 196036 -      | 2002 SL40              | 30 de setembre de 2002 | Haleakala            | NEAT                            |
| 196037 -      | 2002 SX42              | 28 de setembre de 2002 | Haleakala            | NEAT                            |
| 196038 -      | 2002 SM43              | 28 de setembre de 2002 | Haleakala            | NEAT                            |
| 196039 -      | 2002 SS44              | 29 de setembre de 2002 | Haleakala            | NEAT                            |
| 196040 -      | 2002 SC45              | 29 de setembre de 2002 | Haleakala            | NEAT                            |
| 196041 -      | 2002 SO48              | 30 de setembre de 2002 | Socorro              | LINEAR                          |
| 196042 -      | 2002 SD49              | 30 de setembre de 2002 | Socorro              | LINEAR                          |
| 196043 -      | 2002 ST49              | 30 de setembre de 2002 | Socorro              | LINEAR                          |
| 196044 -      | 2002 SU50              | 30 de setembre de 2002 | Socorro              | LINEAR                          |
| 196045 -      | 2002 SN53              | 19 de setembre de 2002 | Anderson Mesa        | LONEOS                          |
| 196046 -      | 2002 SE56              | 30 de setembre de 2002 | Socorro              | LINEAR                          |
| 196047 -      | 2002 SS57              | 30 de setembre de 2002 | Haleakala            | NEAT                            |
| 196048 -      | 2002 SM60              | 16 de setembre de 2002 | Palomar              | NEAT                            |
| 196049 -      | 2002 SS61              | 17 de setembre de 2002 | Palomar              | NEAT                            |
| 196050 -      | 2002 SG63              | 16 de setembre de 2002 | Palomar              | R. Matson                       |
| 196051 -      | 2002 SW65              | 16 de setembre de 2002 | Palomar              | NEAT                            |
| 196052 -      | 2002 SB66              | 16 de setembre de 2002 | Palomar              | NEAT                            |
| 196053 -      | 2002 SE68              | 26 de setembre de 2002 | Palomar              | NEAT                            |
| 196054 -      | 2002 TK                | 1 d'octubre de 2002    | Anderson Mesa        | LONEOS                          |
| 196055 -      | 2002 TC1               | 1 d'octubre de 2002    | Anderson Mesa        | LONEOS                          |
| 196056 -      | 2002 TK2               | 1 d'octubre de 2002    | Anderson Mesa        | LONEOS                          |
| 196057 -      | 2002 TN12              | 1 d'octubre de 2002    | Anderson Mesa        | LONEOS                          |
| 196058 -      | 2002 TU15              | 2 d'octubre de 2002    | Socorro              | LINEAR                          |
| 196059 -      | 2002 TT16              | 2 d'octubre de 2002    | Socorro              | LINEAR                          |
| 196060 -      | 2002 TD20              | 2 d'octubre de 2002    | Socorro              | LINEAR                          |
| 196061 -      | 2002 TC26              | 2 d'octubre de 2002    | Socorro              | LINEAR                          |
| 196062 -      | 2002 TN33              | 2 d'octubre de 2002    | Socorro              | LINEAR                          |
| 196063 -      | 2002 TD34              | 2 d'octubre de 2002    | Socorro              | LINEAR                          |
| 196064 -      | 2002 TG34              | 2 d'octubre de 2002    | Socorro              | LINEAR                          |
| 196065 -      | 2002 TK38              | 2 d'octubre de 2002    | Socorro              | LINEAR                          |
| 196066 -      | 2002 TH45              | 2 d'octubre de 2002    | Haleakala            | NEAT                            |
| 196067 -      | 2002 TF55              | 2 d'octubre de 2002    | Haleakala            | NEAT                            |
| 196068 -      | 2002 TW55              | 2 d'octubre de 2002    | Socorro              | LINEAR                          |
| 196069 -      | 2002 TY62              | 3 d'octubre de 2002    | Campo Imperatore     | CINEOS                          |
| 196070 -      | 2002 TA65              | 2 d'octubre de 2002    | Kvistaberg           | Uppsala-DLR Asteroid Survey     |
| 196071 -      | 2002 TE65              | 2 d'octubre de 2002    | Kvistaberg           | Uppsala-DLR Asteroid Survey     |
| 196072 -      | 2002 TE69              | 9 d'octubre de 2002    | Socorro              | LINEAR                          |
| 196073 -      | 2002 TQ74              | 1 d'octubre de 2002    | Anderson Mesa        | LONEOS                          |
| 196074 -      | 2002 TT74              | 1 d'octubre de 2002    | Anderson Mesa        | LONEOS                          |
| 196075 -      | 2002 TD76              | 1 d'octubre de 2002    | Anderson Mesa        | LONEOS                          |
| 196076 -      | 2002 TL77              | 1 d'octubre de 2002    | Anderson Mesa        | LONEOS                          |
| 196077 -      | 2002 TT79              | 1 d'octubre de 2002    | Socorro              | LINEAR                          |
| 196078 -      | 2002 TH80              | 1 d'octubre de 2002    | Anderson Mesa        | LONEOS                          |
| 196079 -      | 2002 TN81              | 1 d'octubre de 2002    | Haleakala            | NEAT                            |
| 196080 -      | 2002 TX83              | 2 d'octubre de 2002    | Haleakala            | NEAT                            |
| 196081 -      | 2002 TO84              | 2 d'octubre de 2002    | Haleakala            | NEAT                            |
| 196082 -      | 2002 TB86              | 2 d'octubre de 2002    | Campo Imperatore     | CINEOS                          |
| 196083 -      | 2002 TH87              | 3 d'octubre de 2002    | Socorro              | LINEAR                          |
| 196084 -      | 2002 TH88              | 3 d'octubre de 2002    | Palomar              | NEAT                            |
| 196085 -      | 2002 TU88              | 3 d'octubre de 2002    | Palomar              | NEAT                            |
| 196086 -      | 2002 TD90              | 3 d'octubre de 2002    | Palomar              | NEAT                            |
| 196087 -      | 2002 TU96              | 1 d'octubre de 2002    | Anderson Mesa        | LONEOS                          |
| 196088 -      | 2002 TR99              | 4 d'octubre de 2002    | Socorro              | LINEAR                          |
| 196089 -      | 2002 TB102             | 4 d'octubre de 2002    | Socorro              | LINEAR                          |
| 196090 -      | 2002 TS102             | 4 d'octubre de 2002    | Socorro              | LINEAR                          |
| 196091 -      | 2002 TG103             | 4 d'octubre de 2002    | Socorro              | LINEAR                          |
| 196092 -      | 2002 TH113             | 3 d'octubre de 2002    | Palomar              | NEAT                            |
| 196093 -      | 2002 TW113             | 3 d'octubre de 2002    | Palomar              | NEAT                            |
| 196094 -      | 2002 TT117             | 3 d'octubre de 2002    | Palomar              | NEAT                            |
| 196095 -      | 2002 TR119             | 3 d'octubre de 2002    | Palomar              | NEAT                            |
| 196096 -      | 2002 TK120             | 3 d'octubre de 2002    | Palomar              | NEAT                            |
| 196097 -      | 2002 TP123             | 4 d'octubre de 2002    | Palomar              | NEAT                            |
| 196098 -      | 2002 TW123             | 4 d'octubre de 2002    | Palomar              | NEAT                            |
| 196099 -      | 2002 TE125             | 4 d'octubre de 2002    | Palomar              | NEAT                            |
| 196100 -      | 2002 TZ126             | 4 d'octubre de 2002    | Socorro              | LINEAR                          |
| 196101-196200 |                        |                        |                      |                                 |
| 196101 -      | 2002 TD127             | 4 d'octubre de 2002    | Palomar              | NEAT                            |
| 196102 -      | 2002 TA133             | 4 d'octubre de 2002    | Socorro              | LINEAR                          |
| 196103 -      | 2002 TX133             | 4 d'octubre de 2002    | Socorro              | LINEAR                          |
| 196104 -      | 2002 TC134             | 4 d'octubre de 2002    | Palomar              | NEAT                            |
| 196105 -      | 2002 TC137             | 4 d'octubre de 2002    | Anderson Mesa        | LONEOS                          |
| 196106 -      | 2002 TV142             | 4 d'octubre de 2002    | Socorro              | LINEAR                          |
| 196107 -      | 2002 TH145             | 3 d'octubre de 2002    | Socorro              | LINEAR                          |
| 196108 -      | 2002 TX147             | 5 d'octubre de 2002    | Palomar              | NEAT                            |
| 196109 -      | 2002 TS148             | 5 d'octubre de 2002    | Palomar              | NEAT                            |
| 196110 -      | 2002 TB157             | 5 d'octubre de 2002    | Palomar              | NEAT                            |
| 196111 -      | 2002 TM168             | 3 d'octubre de 2002    | Socorro              | LINEAR                          |
| 196112 -      | 2002 TH169             | 3 d'octubre de 2002    | Palomar              | NEAT                            |
| 196113 -      | 2002 TY169             | 3 d'octubre de 2002    | Palomar              | NEAT                            |
| 196114 -      | 2002 TD170             | 3 d'octubre de 2002    | Palomar              | NEAT                            |
| 196115 -      | 2002 TN170             | 3 d'octubre de 2002    | Palomar              | NEAT                            |
| 196116 -      | 2002 TY170             | 3 d'octubre de 2002    | Palomar              | NEAT                            |
| 196117 -      | 2002 TE173             | 4 d'octubre de 2002    | Socorro              | LINEAR                          |
| 196118 -      | 2002 TY173             | 4 d'octubre de 2002    | Socorro              | LINEAR                          |
| 196119 -      | 2002 TO174             | 4 d'octubre de 2002    | Socorro              | LINEAR                          |
| 196120 -      | 2002 TA178             | 11 d'octubre de 2002   | Palomar              | NEAT                            |
| 196121 -      | 2002 TW185             | 4 d'octubre de 2002    | Socorro              | LINEAR                          |
| 196122 -      | 2002 TL193             | 3 d'octubre de 2002    | Socorro              | LINEAR                          |
| 196123 -      | 2002 TN193             | 3 d'octubre de 2002    | Socorro              | LINEAR                          |
| 196124 -      | 2002 TU194             | 3 d'octubre de 2002    | Socorro              | LINEAR                          |
| 196125 -      | 2002 TM202             | 4 d'octubre de 2002    | Socorro              | LINEAR                          |
| 196126 -      | 2002 TE206             | 4 d'octubre de 2002    | Socorro              | LINEAR                          |
| 196127 -      | 2002 TP206             | 4 d'octubre de 2002    | Socorro              | LINEAR                          |
| 196128 -      | 2002 TQ206             | 4 d'octubre de 2002    | Socorro              | LINEAR                          |
| 196129 -      | 2002 TT210             | 7 d'octubre de 2002    | Socorro              | LINEAR                          |
| 196130 -      | 2002 TK213             | 3 d'octubre de 2002    | Socorro              | LINEAR                          |
| 196131 -      | 2002 TE225             | 8 d'octubre de 2002    | Anderson Mesa        | LONEOS                          |
| 196132 -      | 2002 TG231             | 8 d'octubre de 2002    | Palomar              | NEAT                            |
| 196133 -      | 2002 TO238             | 7 d'octubre de 2002    | Socorro              | LINEAR                          |
| 196134 -      | 2002 TH240             | 9 d'octubre de 2002    | Socorro              | LINEAR                          |
| 196135 -      | 2002 TZ244             | 7 d'octubre de 2002    | Socorro              | LINEAR                          |
| 196136 -      | 2002 TW247             | 7 d'octubre de 2002    | Palomar              | NEAT                            |
| 196137 -      | 2002 TR248             | 7 d'octubre de 2002    | Socorro              | LINEAR                          |
| 196138 -      | 2002 TX253             | 9 d'octubre de 2002    | Socorro              | LINEAR                          |
| 196139 -      | 2002 TW261             | 10 d'octubre de 2002   | Palomar              | NEAT                            |
| 196140 -      | 2002 TO264             | 10 d'octubre de 2002   | Socorro              | LINEAR                          |
| 196141 -      | 2002 TL268             | 9 d'octubre de 2002    | Socorro              | LINEAR                          |
| 196142 -      | 2002 TB270             | 9 d'octubre de 2002    | Socorro              | LINEAR                          |
| 196143 -      | 2002 TZ270             | 9 d'octubre de 2002    | Socorro              | LINEAR                          |
| 196144 -      | 2002 TE274             | 9 d'octubre de 2002    | Socorro              | LINEAR                          |
| 196145 -      | 2002 TU279             | 10 d'octubre de 2002   | Socorro              | LINEAR                          |
| 196146 -      | 2002 TY281             | 10 d'octubre de 2002   | Socorro              | LINEAR                          |
| 196147 -      | 2002 TX294             | 13 d'octubre de 2002   | Palomar              | NEAT                            |
| 196148 -      | 2002 TE317             | 5 d'octubre de 2002    | Apache Point         | SDSS                            |
| 196149 -      | 2002 TG319             | 5 d'octubre de 2002    | Apache Point         | SDSS                            |
| 196150 -      | 2002 TT337             | 5 d'octubre de 2002    | Apache Point         | SDSS                            |
| 196151 -      | 2002 UG7               | 28 d'octubre de 2002   | Palomar              | NEAT                            |
| 196152 -      | 2002 UG9               | 28 d'octubre de 2002   | Palomar              | NEAT                            |
| 196153 -      | 2002 UO31              | 30 d'octubre de 2002   | Haleakala            | NEAT                            |
| 196154 -      | 2002 UH47              | 31 d'octubre de 2002   | Socorro              | LINEAR                          |
| 196155 -      | 2002 UJ51              | 29 d'octubre de 2002   | Apache Point         | SDSS                            |
| 196156 -      | 2002 UM61              | 30 d'octubre de 2002   | Apache Point         | SDSS                            |
| 196157 -      | 2002 UV61              | 30 d'octubre de 2002   | Apache Point         | SDSS                            |
| 196158 -      | 2002 VV8               | 1 de novembre de 2002  | Socorro              | LINEAR                          |
| 196159 -      | 2002 VT17              | 7 de novembre de 2002  | Socorro              | LINEAR                          |
| 196160 -      | 2002 VW26              | 5 de novembre de 2002  | Socorro              | LINEAR                          |
| 196161 -      | 2002 VM37              | 4 de novembre de 2002  | Palomar              | NEAT                            |
| 196162 -      | 2002 VW41              | 5 de novembre de 2002  | Palomar              | NEAT                            |
| 196163 -      | 2002 VD43              | 4 de novembre de 2002  | Palomar              | NEAT                            |
| 196164 -      | 2002 VZ46              | 5 de novembre de 2002  | Palomar              | NEAT                            |
| 196165 -      | 2002 VV51              | 6 de novembre de 2002  | Anderson Mesa        | LONEOS                          |
| 196166 -      | 2002 VE54              | 6 de novembre de 2002  | Socorro              | LINEAR                          |
| 196167 -      | 2002 VO57              | 6 de novembre de 2002  | Haleakala            | NEAT                            |
| 196168 -      | 2002 VW62              | 6 de novembre de 2002  | Socorro              | LINEAR                          |
| 196169 -      | 2002 VF69              | 8 de novembre de 2002  | Socorro              | LINEAR                          |
| 196170 -      | 2002 VZ80              | 7 de novembre de 2002  | Socorro              | LINEAR                          |
| 196171 -      | 2002 VH96              | 11 de novembre de 2002 | Socorro              | LINEAR                          |
| 196172 -      | 2002 VZ99              | 10 de novembre de 2002 | Socorro              | LINEAR                          |
| 196173 -      | 2002 VT118             | 12 de novembre de 2002 | Socorro              | LINEAR                          |
| 196174 -      | 2002 WQ11              | 28 de novembre de 2002 | Anderson Mesa        | LONEOS                          |
| 196175 -      | 2002 XR2               | 1 de desembre de 2002  | Socorro              | LINEAR                          |
| 196176 -      | 2002 XQ6               | 1 de desembre de 2002  | Haleakala            | NEAT                            |
| 196177 -      | 2002 XY7               | 2 de desembre de 2002  | Socorro              | LINEAR                          |
| 196178 -      | 2002 XA49              | 10 de desembre de 2002 | Socorro              | LINEAR                          |
| 196179 -      | 2002 XZ60              | 10 de desembre de 2002 | Socorro              | LINEAR                          |
| 196180 -      | 2002 XH86              | 11 de desembre de 2002 | Socorro              | LINEAR                          |
| 196181 -      | 2002 XE116             | 7 de desembre de 2002  | Apache Point         | SDSS                            |
| 196182 -      | 2002 YP10              | 31 de desembre de 2002 | Socorro              | LINEAR                          |
| 196183 -      | 2002 YQ11              | 31 de desembre de 2002 | Socorro              | LINEAR                          |
| 196184 -      | 2002 YP13              | 31 de desembre de 2002 | Socorro              | LINEAR                          |
| 196185 -      | 2002 YB29              | 31 de desembre de 2002 | Socorro              | LINEAR                          |
| 196186 -      | 2002 YF31              | 31 de desembre de 2002 | Socorro              | LINEAR                          |
| 196187 -      | 2002 YB32              | 31 de desembre de 2002 | Kitt Peak            | Spacewatch                      |
| 196188 -      | 2003 AS4               | 1 de gener de 2003     | Kingsnake            | J. V. McClusky                  |
| 196189 -      | 2003 AG28              | 4 de gener de 2003     | Socorro              | LINEAR                          |
| 196190 -      | 2003 AC29              | 4 de gener de 2003     | Socorro              | LINEAR                          |
| 196191 -      | 2003 AX34              | 7 de gener de 2003     | Socorro              | LINEAR                          |
| 196192 -      | 2003 AN39              | 7 de gener de 2003     | Socorro              | LINEAR                          |
| 196193 -      | 2003 AD40              | 7 de gener de 2003     | Socorro              | LINEAR                          |
| 196194 -      | 2003 AZ43              | 5 de gener de 2003     | Socorro              | LINEAR                          |
| 196195 -      | 2003 AW49              | 5 de gener de 2003     | Socorro              | LINEAR                          |
| 196196 -      | 2003 AU57              | 5 de gener de 2003     | Socorro              | LINEAR                          |
| 196197 -      | 2003 AC75              | 10 de gener de 2003    | Socorro              | LINEAR                          |
| 196198 -      | 2003 AF94              | 5 de gener de 2003     | Socorro              | LINEAR                          |
| 196199 -      | 2003 BA                | 16 de gener de 2003    | Palomar              | NEAT                            |
| 196200 -      | 2003 BZ1               | 25 de gener de 2003    | Anderson Mesa        | LONEOS                          |
| 196201-196300 |                        |                        |                      |                                 |
| 196201 -      | 2003 BP7               | 26 de gener de 2003    | Kitt Peak            | Spacewatch                      |
| 196202 -      | 2003 BL9               | 26 de gener de 2003    | Palomar              | NEAT                            |
| 196203 -      | 2003 BB10              | 26 de gener de 2003    | Palomar              | NEAT                            |
| 196204 -      | 2003 BQ12              | 26 de gener de 2003    | Anderson Mesa        | LONEOS                          |
| 196205 -      | 2003 BQ15              | 26 de gener de 2003    | Anderson Mesa        | LONEOS                          |
| 196206 -      | 2003 BM17              | 26 de gener de 2003    | Haleakala            | NEAT                            |
| 196207 -      | 2003 BC19              | 27 de gener de 2003    | Palomar              | NEAT                            |
| 196208 -      | 2003 BG20              | 27 de gener de 2003    | Anderson Mesa        | LONEOS                          |
| 196209 -      | 2003 BY21              | 27 de gener de 2003    | Socorro              | LINEAR                          |
| 196210 -      | 2003 BM25              | 25 de gener de 2003    | Palomar              | NEAT                            |
| 196211 -      | 2003 BT30              | 27 de gener de 2003    | Socorro              | LINEAR                          |
| 196212 -      | 2003 BV31              | 27 de gener de 2003    | Socorro              | LINEAR                          |
| 196213 -      | 2003 BL32              | 27 de gener de 2003    | Socorro              | LINEAR                          |
| 196214 -      | 2003 BD37              | 28 de gener de 2003    | Kitt Peak            | Spacewatch                      |
| 196215 -      | 2003 BG38              | 27 de gener de 2003    | Anderson Mesa        | LONEOS                          |
| 196216 -      | 2003 BA42              | 27 de gener de 2003    | Socorro              | LINEAR                          |
| 196217 -      | 2003 BR42              | 29 de gener de 2003    | Palomar              | NEAT                            |
| 196218 -      | 2003 BH44              | 27 de gener de 2003    | Socorro              | LINEAR                          |
| 196219 -      | 2003 BF46              | 27 de gener de 2003    | Socorro              | LINEAR                          |
| 196220 -      | 2003 BK51              | 27 de gener de 2003    | Socorro              | LINEAR                          |
| 196221 -      | 2003 BM52              | 27 de gener de 2003    | Socorro              | LINEAR                          |
| 196222 -      | 2003 BW52              | 27 de gener de 2003    | Anderson Mesa        | LONEOS                          |
| 196223 -      | 2003 BO53              | 27 de gener de 2003    | Socorro              | LINEAR                          |
| 196224 -      | 2003 BA55              | 27 de gener de 2003    | Haleakala            | NEAT                            |
| 196225 -      | 2003 BD57              | 27 de gener de 2003    | Socorro              | LINEAR                          |
| 196226 -      | 2003 BS61              | 28 de gener de 2003    | Socorro              | LINEAR                          |
| 196227 -      | 2003 BR63              | 28 de gener de 2003    | Palomar              | NEAT                            |
| 196228 -      | 2003 BM64              | 29 de gener de 2003    | Palomar              | NEAT                            |
| 196229 -      | 2003 BC67              | 30 de gener de 2003    | Haleakala            | NEAT                            |
| 196230 -      | 2003 BO80              | 31 de gener de 2003    | Socorro              | LINEAR                          |
| 196231 -      | 2003 BL82              | 31 de gener de 2003    | Socorro              | LINEAR                          |
| 196232 -      | 2003 BN84              | 30 de gener de 2003    | Anderson Mesa        | LONEOS                          |
| 196233 -      | 2003 BC92              | 25 de gener de 2003    | Kitt Peak            | Spacewatch                      |
| 196234 -      | 2003 CH2               | 1 de febrer de 2003    | Socorro              | LINEAR                          |
| 196235 -      | 2003 CJ2               | 1 de febrer de 2003    | Socorro              | LINEAR                          |
| 196236 -      | 2003 CV2               | 2 de febrer de 2003    | Socorro              | LINEAR                          |
| 196237 -      | 2003 CL10              | 2 de febrer de 2003    | Socorro              | LINEAR                          |
| 196238 -      | 2003 CY10              | 3 de febrer de 2003    | Anderson Mesa        | LONEOS                          |
| 196239 -      | 2003 CZ17              | 7 de febrer de 2003    | Desert Eagle         | W. K. Y. Yeung                  |
| 196240 -      | 2003 CH18              | 8 de febrer de 2003    | Socorro              | LINEAR                          |
| 196241 -      | 2003 CT19              | 8 de febrer de 2003    | Socorro              | LINEAR                          |
| 196242 -      | 2003 CV21              | 3 de febrer de 2003    | Socorro              | LINEAR                          |
| 196243 -      | 2003 DS2               | 22 de febrer de 2003   | Desert Eagle         | W. K. Y. Yeung                  |
| 196244 -      | 2003 DH8               | 22 de febrer de 2003   | Palomar              | NEAT                            |
| 196245 -      | 2003 DB9               | 24 de febrer de 2003   | Campo Imperatore     | CINEOS                          |
| 196246 -      | 2003 DL9               | 24 de febrer de 2003   | Campo Imperatore     | CINEOS                          |
| 196247 -      | 2003 DP9               | 25 de febrer de 2003   | Campo Imperatore     | CINEOS                          |
| 196248 -      | 2003 DX13              | 26 de febrer de 2003   | Haleakala            | NEAT                            |
| 196249 -      | 2003 DA14              | 26 de febrer de 2003   | Haleakala            | NEAT                            |
| 196250 -      | 2003 DN17              | 22 de febrer de 2003   | Goodricke-Pigott     | J. W. Kessel                    |
| 196251 -      | 2003 DL21              | 23 de febrer de 2003   | Anderson Mesa        | LONEOS                          |
| 196252 -      | 2003 DY23              | 23 de febrer de 2003   | Anderson Mesa        | LONEOS                          |
| 196253 -      | 2003 DC24              | 22 de febrer de 2003   | Palomar              | NEAT                            |
| 196254 -      | 2003 DU24              | 23 de febrer de 2003   | Kitt Peak            | Spacewatch                      |
| 196255 -      | 2003 EZ                | 5 de març de 2003      | Socorro              | LINEAR                          |
| 196256 -      | 2003 EH1               | 6 de març de 2003      | Anderson Mesa        | LONEOS                          |
| 196257 -      | 2003 EM3               | 6 de març de 2003      | Socorro              | LINEAR                          |
| 196258 -      | 2003 EM5               | 5 de març de 2003      | Socorro              | LINEAR                          |
| 196259 -      | 2003 ED6               | 6 de març de 2003      | Anderson Mesa        | LONEOS                          |
| 196260 -      | 2003 EE7               | 6 de març de 2003      | Anderson Mesa        | LONEOS                          |
| 196261 -      | 2003 EQ9               | 6 de març de 2003      | Anderson Mesa        | LONEOS                          |
| 196262 -      | 2003 EK10              | 6 de març de 2003      | Socorro              | LINEAR                          |
| 196263 -      | 2003 EW10              | 6 de març de 2003      | Socorro              | LINEAR                          |
| 196264 -      | 2003 EE11              | 6 de març de 2003      | Socorro              | LINEAR                          |
| 196265 -      | 2003 EF11              | 6 de març de 2003      | Socorro              | LINEAR                          |
| 196266 -      | 2003 EC12              | 6 de març de 2003      | Socorro              | LINEAR                          |
| 196267 -      | 2003 EF12              | 6 de març de 2003      | Socorro              | LINEAR                          |
| 196268 -      | 2003 ES15              | 7 de març de 2003      | Socorro              | LINEAR                          |
| 196269 -      | 2003 EG17              | 5 de març de 2003      | Socorro              | LINEAR                          |
| 196270 -      | 2003 EK19              | 6 de març de 2003      | Anderson Mesa        | LONEOS                          |
| 196271 -      | 2003 ED20              | 6 de març de 2003      | Anderson Mesa        | LONEOS                          |
| 196272 -      | 2003 EE21              | 6 de març de 2003      | Anderson Mesa        | LONEOS                          |
| 196273 -      | 2003 EC22              | 6 de març de 2003      | Socorro              | LINEAR                          |
| 196274 -      | 2003 ET22              | 6 de març de 2003      | Socorro              | LINEAR                          |
| 196275 -      | 2003 EJ23              | 6 de març de 2003      | Socorro              | LINEAR                          |
| 196276 -      | 2003 EP24              | 6 de març de 2003      | Socorro              | LINEAR                          |
| 196277 -      | 2003 EH26              | 6 de març de 2003      | Anderson Mesa        | LONEOS                          |
| 196278 -      | 2003 ES26              | 6 de març de 2003      | Anderson Mesa        | LONEOS                          |
| 196279 -      | 2003 ET28              | 6 de març de 2003      | Socorro              | LINEAR                          |
| 196280 -      | 2003 EL29              | 6 de març de 2003      | Socorro              | LINEAR                          |
| 196281 -      | 2003 EM29              | 6 de març de 2003      | Socorro              | LINEAR                          |
| 196282 -      | 2003 EX31              | 7 de març de 2003      | Socorro              | LINEAR                          |
| 196283 -      | 2003 ES33              | 7 de març de 2003      | Anderson Mesa        | LONEOS                          |
| 196284 -      | 2003 EO36              | 7 de març de 2003      | Anderson Mesa        | LONEOS                          |
| 196285 -      | 2003 ET41              | 6 de març de 2003      | Socorro              | LINEAR                          |
| 196286 -      | 2003 ED45              | 7 de març de 2003      | Socorro              | LINEAR                          |
| 196287 -      | 2003 EQ45              | 7 de març de 2003      | Socorro              | LINEAR                          |
| 196288 -      | 2003 EU48              | 9 de març de 2003      | Socorro              | LINEAR                          |
| 196289 -      | 2003 EZ48              | 9 de març de 2003      | Socorro              | LINEAR                          |
| 196290 -      | 2003 EP49              | 10 de març de 2003     | Anderson Mesa        | LONEOS                          |
| 196291 -      | 2003 EP50              | 9 de març de 2003      | Socorro              | LINEAR                          |
| 196292 -      | 2003 ES52              | 8 de març de 2003      | Socorro              | LINEAR                          |
| 196293 -      | 2003 EV58              | 11 de març de 2003     | Palomar              | NEAT                            |
| 196294 -      | 2003 ER59              | 12 de març de 2003     | Palomar              | NEAT                            |
| 196295 -      | 2003 EP61              | 6 de març de 2003      | Anderson Mesa        | LONEOS                          |
| 196296 -      | 2003 EY61              | 12 de març de 2003     | Kitt Peak            | Spacewatch                      |
| 196297 -      | 2003 FA                | 21 de març de 2003     | Wrightwood           | J. W. Young                     |
| 196298 -      | 2003 FQ                | 22 de març de 2003     | Kleť                 | J. Tichá, M. Tichý              |
| 196299 -      | 2003 FN1               | 24 de març de 2003     | Haleakala            | NEAT                            |
| 196300 -      | 2003 FW3               | 23 de març de 2003     | Haleakala            | NEAT                            |
| 196301-196400 |                        |                        |                      |                                 |
| 196301 -      | 2003 FG6               | 27 de març de 2003     | Campo Imperatore     | CINEOS                          |
| 196302 -      | 2003 FJ10              | 23 de març de 2003     | Kitt Peak            | Spacewatch                      |
| 196303 -      | 2003 FG12              | 24 de març de 2003     | Kitt Peak            | Spacewatch                      |
| 196304 -      | 2003 FY14              | 23 de març de 2003     | Catalina             | CSS                             |
| 196305 -      | 2003 FN15              | 23 de març de 2003     | Kitt Peak            | Spacewatch                      |
| 196306 -      | 2003 FT16              | 23 de març de 2003     | Haleakala            | NEAT                            |
| 196307 -      | 2003 FL19              | 25 de març de 2003     | Palomar              | NEAT                            |
| 196308 -      | 2003 FX23              | 23 de març de 2003     | Kitt Peak            | Spacewatch                      |
| 196309 -      | 2003 FD24              | 23 de març de 2003     | Kitt Peak            | Spacewatch                      |
| 196310 -      | 2003 FO24              | 23 de març de 2003     | Haleakala            | NEAT                            |
| 196311 -      | 2003 FV28              | 24 de març de 2003     | Haleakala            | NEAT                            |
| 196312 -      | 2003 FB29              | 24 de març de 2003     | Haleakala            | NEAT                            |
| 196313 -      | 2003 FF31              | 23 de març de 2003     | Palomar              | NEAT                            |
| 196314 -      | 2003 FF34              | 23 de març de 2003     | Kitt Peak            | Spacewatch                      |
| 196315 -      | 2003 FR34              | 23 de març de 2003     | Kitt Peak            | Spacewatch                      |
| 196316 -      | 2003 FZ34              | 23 de març de 2003     | Kitt Peak            | Spacewatch                      |
| 196317 -      | 2003 FR37              | 23 de març de 2003     | Kitt Peak            | Spacewatch                      |
| 196318 -      | 2003 FZ37              | 23 de març de 2003     | Kitt Peak            | Spacewatch                      |
| 196319 -      | 2003 FB39              | 23 de març de 2003     | Haleakala            | NEAT                            |
| 196320 -      | 2003 FE40              | 24 de març de 2003     | Kitt Peak            | Spacewatch                      |
| 196321 -      | 2003 FU41              | 25 de març de 2003     | Haleakala            | NEAT                            |
| 196322 -      | 2003 FY41              | 26 de març de 2003     | Kitt Peak            | Spacewatch                      |
| 196323 -      | 2003 FT42              | 23 de març de 2003     | Kitt Peak            | Spacewatch                      |
| 196324 -      | 2003 FV43              | 23 de març de 2003     | Kitt Peak            | Spacewatch                      |
| 196325 -      | 2003 FL47              | 24 de març de 2003     | Kitt Peak            | Spacewatch                      |
| 196326 -      | 2003 FM49              | 24 de març de 2003     | Haleakala            | NEAT                            |
| 196327 -      | 2003 FE51              | 25 de març de 2003     | Palomar              | NEAT                            |
| 196328 -      | 2003 FB54              | 25 de març de 2003     | Haleakala            | NEAT                            |
| 196329 -      | 2003 FW54              | 25 de març de 2003     | Haleakala            | NEAT                            |
| 196330 -      | 2003 FN55              | 26 de març de 2003     | Palomar              | NEAT                            |
| 196331 -      | 2003 FY56              | 26 de març de 2003     | Palomar              | NEAT                            |
| 196332 -      | 2003 FM58              | 26 de març de 2003     | Palomar              | NEAT                            |
| 196333 -      | 2003 FS60              | 26 de març de 2003     | Palomar              | NEAT                            |
| 196334 -      | 2003 FM64              | 26 de març de 2003     | Palomar              | NEAT                            |
| 196335 -      | 2003 FH68              | 26 de març de 2003     | Palomar              | NEAT                            |
| 196336 -      | 2003 FN71              | 26 de març de 2003     | Kitt Peak            | Spacewatch                      |
| 196337 -      | 2003 FG73              | 26 de març de 2003     | Haleakala            | NEAT                            |
| 196338 -      | 2003 FB74              | 26 de març de 2003     | Haleakala            | NEAT                            |
| 196339 -      | 2003 FM76              | 27 de març de 2003     | Palomar              | NEAT                            |
| 196340 -      | 2003 FH78              | 27 de març de 2003     | Kitt Peak            | Spacewatch                      |
| 196341 -      | 2003 FV78              | 27 de març de 2003     | Kitt Peak            | Spacewatch                      |
| 196342 -      | 2003 FP79              | 27 de març de 2003     | Socorro              | LINEAR                          |
| 196343 -      | 2003 FA83              | 27 de març de 2003     | Palomar              | NEAT                            |
| 196344 -      | 2003 FJ83              | 27 de març de 2003     | Palomar              | NEAT                            |
| 196345 -      | 2003 FB84              | 28 de març de 2003     | Kitt Peak            | Spacewatch                      |
| 196346 -      | 2003 FU88              | 28 de març de 2003     | Anderson Mesa        | LONEOS                          |
| 196347 -      | 2003 FA89              | 29 de març de 2003     | Anderson Mesa        | LONEOS                          |
| 196348 -      | 2003 FS89              | 29 de març de 2003     | Anderson Mesa        | LONEOS                          |
| 196349 -      | 2003 FC90              | 29 de març de 2003     | Anderson Mesa        | LONEOS                          |
| 196350 -      | 2003 FM90              | 29 de març de 2003     | Anderson Mesa        | LONEOS                          |
| 196351 -      | 2003 FC91              | 29 de març de 2003     | Anderson Mesa        | LONEOS                          |
| 196352 -      | 2003 FG96              | 30 de març de 2003     | Socorro              | LINEAR                          |
| 196353 -      | 2003 FC101             | 31 de març de 2003     | Anderson Mesa        | LONEOS                          |
| 196354 -      | 2003 FL102             | 31 de març de 2003     | Kitt Peak            | Spacewatch                      |
| 196355 -      | 2003 FB103             | 31 de març de 2003     | Kitt Peak            | Spacewatch                      |
| 196356 -      | 2003 FV103             | 24 de març de 2003     | Kitt Peak            | Spacewatch                      |
| 196357 -      | 2003 FD104             | 25 de març de 2003     | Haleakala            | NEAT                            |
| 196358 -      | 2003 FT104             | 25 de març de 2003     | Haleakala            | NEAT                            |
| 196359 -      | 2003 FE105             | 26 de març de 2003     | Kitt Peak            | Spacewatch                      |
| 196360 -      | 2003 FR106             | 27 de març de 2003     | Anderson Mesa        | LONEOS                          |
| 196361 -      | 2003 FS106             | 27 de març de 2003     | Anderson Mesa        | LONEOS                          |
| 196362 -      | 2003 FT108             | 31 de març de 2003     | Anderson Mesa        | LONEOS                          |
| 196363 -      | 2003 FA109             | 31 de març de 2003     | Anderson Mesa        | LONEOS                          |
| 196364 -      | 2003 FX110             | 30 de març de 2003     | Kitt Peak            | Spacewatch                      |
| 196365 -      | 2003 FX113             | 31 de març de 2003     | Socorro              | LINEAR                          |
| 196366 -      | 2003 FY113             | 31 de març de 2003     | Socorro              | LINEAR                          |
| 196367 -      | 2003 FA114             | 31 de març de 2003     | Socorro              | LINEAR                          |
| 196368 -      | 2003 FO114             | 31 de març de 2003     | Socorro              | LINEAR                          |
| 196369 -      | 2003 FY115             | 31 de març de 2003     | Socorro              | LINEAR                          |
| 196370 -      | 2003 FL117             | 25 de març de 2003     | Palomar              | NEAT                            |
| 196371 -      | 2003 FA118             | 25 de març de 2003     | Palomar              | NEAT                            |
| 196372 -      | 2003 FH119             | 26 de març de 2003     | Anderson Mesa        | LONEOS                          |
| 196373 -      | 2003 FO127             | 27 de març de 2003     | Palomar              | NEAT                            |
| 196374 -      | 2003 FO130             | 25 de març de 2003     | Palomar              | NEAT                            |
| 196375 -      | 2003 FR131             | 27 de març de 2003     | Kitt Peak            | Spacewatch                      |
| 196376 -      | 2003 GM1               | 1 d'abril de 2003      | Socorro              | LINEAR                          |
| 196377 -      | 2003 GM2               | 1 d'abril de 2003      | Socorro              | LINEAR                          |
| 196378 -      | 2003 GU2               | 1 d'abril de 2003      | Palomar              | NEAT                            |
| 196379 -      | 2003 GE3               | 1 d'abril de 2003      | Socorro              | LINEAR                          |
| 196380 -      | 2003 GM3               | 1 d'abril de 2003      | Socorro              | LINEAR                          |
| 196381 -      | 2003 GZ3               | 1 d'abril de 2003      | Socorro              | LINEAR                          |
| 196382 -      | 2003 GZ4               | 1 d'abril de 2003      | Socorro              | LINEAR                          |
| 196383 -      | 2003 GC5               | 1 d'abril de 2003      | Socorro              | LINEAR                          |
| 196384 -      | 2003 GW5               | 1 d'abril de 2003      | Socorro              | LINEAR                          |
| 196385 -      | 2003 GM6               | 2 d'abril de 2003      | Socorro              | LINEAR                          |
| 196386 -      | 2003 GR6               | 2 d'abril de 2003      | Haleakala            | NEAT                            |
| 196387 -      | 2003 GU6               | 2 d'abril de 2003      | Haleakala            | NEAT                            |
| 196388 -      | 2003 GS8               | 1 d'abril de 2003      | Socorro              | LINEAR                          |
| 196389 -      | 2003 GG11              | 3 d'abril de 2003      | Anderson Mesa        | LONEOS                          |
| 196390 -      | 2003 GZ12              | 1 d'abril de 2003      | Socorro              | LINEAR                          |
| 196391 -      | 2003 GQ19              | 4 d'abril de 2003      | Kitt Peak            | Spacewatch                      |
| 196392 -      | 2003 GX22              | 3 d'abril de 2003      | Anderson Mesa        | LONEOS                          |
| 196393 -      | 2003 GD23              | 4 d'abril de 2003      | Socorro              | LINEAR                          |
| 196394 -      | 2003 GL23              | 4 d'abril de 2003      | Anderson Mesa        | LONEOS                          |
| 196395 -      | 2003 GE24              | 5 d'abril de 2003      | Kitt Peak            | Spacewatch                      |
| 196396 -      | 2003 GH24              | 7 d'abril de 2003      | Kitt Peak            | Spacewatch                      |
| 196397 -      | 2003 GS25              | 4 d'abril de 2003      | Kitt Peak            | Spacewatch                      |
| 196398 -      | 2003 GW27              | 7 d'abril de 2003      | Socorro              | LINEAR                          |
| 196399 -      | 2003 GE32              | 8 d'abril de 2003      | Socorro              | LINEAR                          |
| 196400 -      | 2003 GM32              | 8 d'abril de 2003      | Socorro              | LINEAR                          |
| 196401-196500 |                        |                        |                      |                                 |
| 196401 -      | 2003 GM33              | 3 d'abril de 2003      | Cerro Tololo         | Deep Lens Survey                |
| 196402 -      | 2003 GN34              | 7 d'abril de 2003      | Socorro              | LINEAR                          |
| 196403 -      | 2003 GW34              | 7 d'abril de 2003      | Kvistaberg           | Uppsala-DLR Asteroid Survey     |
| 196404 -      | 2003 GO37              | 7 d'abril de 2003      | Socorro              | LINEAR                          |
| 196405 -      | 2003 GX37              | 8 d'abril de 2003      | Socorro              | LINEAR                          |
| 196406 -      | 2003 GF42              | 4 d'abril de 2003      | Goodricke-Pigott     | J. W. Kessel                    |
| 196407 -      | 2003 GM46              | 8 d'abril de 2003      | Palomar              | NEAT                            |
| 196408 -      | 2003 GW47              | 8 d'abril de 2003      | Socorro              | LINEAR                          |
| 196409 -      | 2003 GN48              | 9 d'abril de 2003      | Palomar              | NEAT                            |
| 196410 -      | 2003 GN49              | 10 d'abril de 2003     | Kitt Peak            | Spacewatch                      |
| 196411 -      | 2003 GW51              | 1 d'abril de 2003      | Kitt Peak            | M. W. Buie                      |
| 196412 -      | 2003 GK54              | 1 d'abril de 2003      | Goodricke-Pigott     | R. A. Tucker                    |
| 196413 -      | 2003 GS54              | 3 d'abril de 2003      | Anderson Mesa        | LONEOS                          |
| 196414 -      | 2003 GS55              | 5 d'abril de 2003      | Kitt Peak            | Spacewatch                      |
| 196415 -      | 2003 HE                | 21 d'abril de 2003     | Siding Spring        | R. H. McNaught                  |
| 196416 -      | 2003 HP1               | 23 d'abril de 2003     | Campo Imperatore     | CINEOS                          |
| 196417 -      | 2003 HP2               | 21 d'abril de 2003     | Catalina             | CSS                             |
| 196418 -      | 2003 HX5               | 24 d'abril de 2003     | Haleakala            | NEAT                            |
| 196419 -      | 2003 HF9               | 24 d'abril de 2003     | Anderson Mesa        | LONEOS                          |
| 196420 -      | 2003 HO9               | 24 d'abril de 2003     | Anderson Mesa        | LONEOS                          |
| 196421 -      | 2003 HS9               | 25 d'abril de 2003     | Kitt Peak            | Spacewatch                      |
| 196422 -      | 2003 HF11              | 26 d'abril de 2003     | Kitt Peak            | Spacewatch                      |
| 196423 -      | 2003 HL12              | 26 d'abril de 2003     | Kitt Peak            | Spacewatch                      |
| 196424 -      | 2003 HJ14              | 26 d'abril de 2003     | Socorro              | LINEAR                          |
| 196425 -      | 2003 HA20              | 26 d'abril de 2003     | Haleakala            | NEAT                            |
| 196426 -      | 2003 HB20              | 26 d'abril de 2003     | Haleakala            | NEAT                            |
| 196427 -      | 2003 HG20              | 26 d'abril de 2003     | Haleakala            | NEAT                            |
| 196428 -      | 2003 HJ20              | 24 d'abril de 2003     | Anderson Mesa        | LONEOS                          |
| 196429 -      | 2003 HS20              | 24 d'abril de 2003     | Anderson Mesa        | LONEOS                          |
| 196430 -      | 2003 HE21              | 25 d'abril de 2003     | Anderson Mesa        | LONEOS                          |
| 196431 -      | 2003 HB22              | 27 d'abril de 2003     | Anderson Mesa        | LONEOS                          |
| 196432 -      | 2003 HA28              | 26 d'abril de 2003     | Kitt Peak            | Spacewatch                      |
| 196433 -      | 2003 HO28              | 26 d'abril de 2003     | Haleakala            | NEAT                            |
| 196434 -      | 2003 HW29              | 28 d'abril de 2003     | Anderson Mesa        | LONEOS                          |
| 196435 -      | 2003 HD30              | 28 d'abril de 2003     | Anderson Mesa        | LONEOS                          |
| 196436 -      | 2003 HL30              | 28 d'abril de 2003     | Socorro              | LINEAR                          |
| 196437 -      | 2003 HU31              | 28 d'abril de 2003     | Socorro              | LINEAR                          |
| 196438 -      | 2003 HM33              | 26 d'abril de 2003     | Kitt Peak            | Spacewatch                      |
| 196439 -      | 2003 HU33              | 28 d'abril de 2003     | Anderson Mesa        | LONEOS                          |
| 196440 -      | 2003 HQ35              | 27 d'abril de 2003     | Anderson Mesa        | LONEOS                          |
| 196441 -      | 2003 HL36              | 29 d'abril de 2003     | Kitt Peak            | Spacewatch                      |
| 196442 -      | 2003 HF37              | 26 d'abril de 2003     | Haleakala            | NEAT                            |
| 196443 -      | 2003 HK37              | 26 d'abril de 2003     | Haleakala            | NEAT                            |
| 196444 -      | 2003 HQ37              | 28 d'abril de 2003     | Anderson Mesa        | LONEOS                          |
| 196445 -      | 2003 HW37              | 28 d'abril de 2003     | Anderson Mesa        | LONEOS                          |
| 196446 -      | 2003 HP39              | 29 d'abril de 2003     | Socorro              | LINEAR                          |
| 196447 -      | 2003 HO43              | 29 d'abril de 2003     | Kitt Peak            | Spacewatch                      |
| 196448 -      | 2003 HH44              | 27 d'abril de 2003     | Anderson Mesa        | LONEOS                          |
| 196449 -      | 2003 HB47              | 28 d'abril de 2003     | Socorro              | LINEAR                          |
| 196450 -      | 2003 HH47              | 28 d'abril de 2003     | Socorro              | LINEAR                          |
| 196451 -      | 2003 HO47              | 29 d'abril de 2003     | Anderson Mesa        | LONEOS                          |
| 196452 -      | 2003 HO48              | 30 d'abril de 2003     | Socorro              | LINEAR                          |
| 196453 -      | 2003 HC49              | 30 d'abril de 2003     | Socorro              | LINEAR                          |
| 196454 -      | 2003 HF50              | 28 d'abril de 2003     | Socorro              | LINEAR                          |
| 196455 -      | 2003 HG50              | 30 d'abril de 2003     | Kitt Peak            | Spacewatch                      |
| 196456 -      | 2003 HJ51              | 29 d'abril de 2003     | Kitt Peak            | Spacewatch                      |
| 196457 -      | 2003 HG52              | 30 d'abril de 2003     | Kitt Peak            | Spacewatch                      |
| 196458 -      | 2003 HS52              | 29 d'abril de 2003     | Anderson Mesa        | LONEOS                          |
| 196459 -      | 2003 HV52              | 29 d'abril de 2003     | Anderson Mesa        | LONEOS                          |
| 196460 -      | 2003 HF53              | 30 d'abril de 2003     | Reedy Creek          | J. Broughton                    |
| 196461 -      | 2003 HV53              | 21 d'abril de 2003     | Kitt Peak            | Spacewatch                      |
| 196462 -      | 2003 HQ54              | 24 d'abril de 2003     | Anderson Mesa        | LONEOS                          |
| 196463 -      | 2003 HV57              | 25 d'abril de 2003     | Kitt Peak            | Spacewatch                      |
| 196464 -      | 2003 HH58              | 26 d'abril de 2003     | Kitt Peak            | Spacewatch                      |
| 196465 -      | 2003 JG5               | 1 de maig de 2003      | Socorro              | LINEAR                          |
| 196466 -      | 2003 JB7               | 1 de maig de 2003      | Socorro              | LINEAR                          |
| 196467 -      | 2003 JX8               | 2 de maig de 2003      | Kitt Peak            | Spacewatch                      |
| 196468 -      | 2003 JH9               | 2 de maig de 2003      | Kitt Peak            | Spacewatch                      |
| 196469 -      | 2003 JN9               | 2 de maig de 2003      | Socorro              | LINEAR                          |
| 196470 -      | 2003 JJ10              | 2 de maig de 2003      | Socorro              | LINEAR                          |
| 196471 -      | 2003 JH11              | 3 de maig de 2003      | Kitt Peak            | Spacewatch                      |
| 196472 -      | 2003 JY11              | 5 de maig de 2003      | Kitt Peak            | Spacewatch                      |
| 196473 -      | 2003 JD12              | 5 de maig de 2003      | Socorro              | LINEAR                          |
| 196474 -      | 2003 JX13              | 5 de maig de 2003      | Socorro              | LINEAR                          |
| 196475 -      | 2003 JV15              | 6 de maig de 2003      | Kitt Peak            | Spacewatch                      |
| 196476 -      | 2003 JU17              | 2 de maig de 2003      | Mérida               | I. R. Ferrín, C. Leal           |
| 196477 -      | 2003 JB18              | 2 de maig de 2003      | Kitt Peak            | Spacewatch                      |
| 196478 -      | 2003 KC                | 20 de maig de 2003     | Nogales              | M. B. Schwartz, P. R. Holvorcem |
| 196479 -      | 2003 KU                | 21 de maig de 2003     | Reedy Creek          | J. Broughton                    |
| 196480 -      | 2003 KF1               | 22 de maig de 2003     | Kitt Peak            | Spacewatch                      |
| 196481 -      | 2003 KS2               | 23 de maig de 2003     | Mount Graham         | Mount Graham                    |
| 196482 -      | 2003 KW3               | 23 de maig de 2003     | Reedy Creek          | J. Broughton                    |
| 196483 -      | 2003 KV6               | 25 de maig de 2003     | Kitt Peak            | Spacewatch                      |
| 196484 -      | 2003 KK9               | 24 de maig de 2003     | Reedy Creek          | J. Broughton                    |
| 196485 -      | 2003 KG10              | 25 de maig de 2003     | Kitt Peak            | Spacewatch                      |
| 196486 -      | 2003 KZ11              | 27 de maig de 2003     | Anderson Mesa        | LONEOS                          |
| 196487 -      | 2003 KA12              | 27 de maig de 2003     | Anderson Mesa        | LONEOS                          |
| 196488 -      | 2003 KM12              | 26 de maig de 2003     | Kitt Peak            | Spacewatch                      |
| 196489 -      | 2003 KC14              | 28 de maig de 2003     | Socorro              | LINEAR                          |
| 196490 -      | 2003 KB17              | 26 de maig de 2003     | Kitt Peak            | Spacewatch                      |
| 196491 -      | 2003 KJ17              | 26 de maig de 2003     | Haleakala            | NEAT                            |
| 196492 -      | 2003 KX19              | 30 de maig de 2003     | Socorro              | LINEAR                          |
| 196493 -      | 2003 KB20              | 30 de maig de 2003     | Socorro              | LINEAR                          |
| 196494 -      | 2003 KF33              | 27 de maig de 2003     | Kitt Peak            | Spacewatch                      |
| 196495 -      | 2003 LJ1               | 1 de juny de 2003      | Kitt Peak            | Spacewatch                      |
| 196496 -      | 2003 LB3               | 1 de juny de 2003      | Kitt Peak            | Spacewatch                      |
| 196497 -      | 2003 LZ3               | 5 de juny de 2003      | Reedy Creek          | J. Broughton                    |
| 196498 -      | 2003 LY5               | 2 de juny de 2003      | Kitt Peak            | Spacewatch                      |
| 196499 -      | 2003 LV6               | 4 de juny de 2003      | Goodricke-Pigott     | J. W. Kessel                    |
| 196500 -      | 2003 LW6               | 7 de juny de 2003      | Reedy Creek          | J. Broughton                    |
| 196501-196600 |                        |                        |                      |                                 |
| 196501 -      | 2003 LX6               | 7 de juny de 2003      | Reedy Creek          | J. Broughton                    |
| 196502 -      | 2003 MA1               | 22 de juny de 2003     | Anderson Mesa        | LONEOS                          |
| 196503 -      | 2003 MX6               | 27 de juny de 2003     | Haleakala            | NEAT                            |
| 196504 -      | 2003 MT8               | 28 de juny de 2003     | Socorro              | LINEAR                          |
| 196505 -      | 2003 MD9               | 29 de juny de 2003     | Socorro              | LINEAR                          |
| 196506 -      | 2003 MW11              | 27 de juny de 2003     | Nogales              | Tenagra II                      |
| 196507 -      | 2003 MN12              | 29 de juny de 2003     | Socorro              | LINEAR                          |
| 196508 -      | 2003 MY12              | 22 de juny de 2003     | Anderson Mesa        | LONEOS                          |
| 196509 -      | 2003 MA13              | 25 de juny de 2003     | Socorro              | LINEAR                          |
| 196510 -      | 2003 NR1               | 2 de juliol de 2003    | Socorro              | LINEAR                          |
| 196511 -      | 2003 NS2               | 1 de juliol de 2003    | Socorro              | LINEAR                          |
| 196512 -      | 2003 NZ2               | 2 de juliol de 2003    | Socorro              | LINEAR                          |
| 196513 -      | 2003 NA5               | 4 de juliol de 2003    | Reedy Creek          | J. Broughton                    |
| 196514 -      | 2003 NQ5               | 4 de juliol de 2003    | Haleakala            | NEAT                            |
| 196515 -      | 2003 NP11              | 3 de juliol de 2003    | Kitt Peak            | Spacewatch                      |
| 196516 -      | 2003 OJ                | 18 de juliol de 2003   | Siding Spring        | R. H. McNaught                  |
| 196517 -      | 2003 OP                | 20 de juliol de 2003   | Reedy Creek          | J. Broughton                    |
| 196518 -      | 2003 OS3               | 22 de juliol de 2003   | Campo Imperatore     | CINEOS                          |
| 196519 -      | 2003 OL4               | 22 de juliol de 2003   | Haleakala            | NEAT                            |
| 196520 -      | 2003 OP6               | 23 de juliol de 2003   | Socorro              | LINEAR                          |
| 196521 -      | 2003 OE9               | 23 de juliol de 2003   | Palomar              | NEAT                            |
| 196522 -      | 2003 OJ10              | 25 de juliol de 2003   | Socorro              | LINEAR                          |
| 196523 -      | 2003 OJ15              | 23 de juliol de 2003   | Palomar              | NEAT                            |
| 196524 -      | 2003 OS15              | 23 de juliol de 2003   | Palomar              | NEAT                            |
| 196525 -      | 2003 OT15              | 23 de juliol de 2003   | Palomar              | NEAT                            |
| 196526 -      | 2003 OY15              | 23 de juliol de 2003   | Palomar              | NEAT                            |
| 196527 -      | 2003 OZ17              | 30 de juliol de 2003   | Reedy Creek          | J. Broughton                    |
| 196528 -      | 2003 OE18              | 24 de juliol de 2003   | Campo Imperatore     | CINEOS                          |
| 196529 -      | 2003 OA20              | 30 de juliol de 2003   | Needville            | W. G. Dillon, P. Garossino      |
| 196530 -      | 2003 OB20              | 30 de juliol de 2003   | Campo Imperatore     | CINEOS                          |
| 196531 -      | 2003 OC20              | 30 de juliol de 2003   | Campo Imperatore     | CINEOS                          |
| 196532 -      | 2003 OY20              | 31 de juliol de 2003   | Reedy Creek          | J. Broughton                    |
| 196533 -      | 2003 OK21              | 26 de juliol de 2003   | Socorro              | LINEAR                          |
| 196534 -      | 2003 OR21              | 28 de juliol de 2003   | Campo Imperatore     | CINEOS                          |
| 196535 -      | 2003 OR27              | 24 de juliol de 2003   | Palomar              | NEAT                            |
| 196536 -      | 2003 OF28              | 24 de juliol de 2003   | Palomar              | NEAT                            |
| 196537 -      | 2003 OK29              | 24 de juliol de 2003   | Palomar              | NEAT                            |
| 196538 -      | 2003 OR29              | 24 de juliol de 2003   | Palomar              | NEAT                            |
| 196539 -      | 2003 OA30              | 24 de juliol de 2003   | Palomar              | NEAT                            |
| 196540 -      | 2003 OW30              | 31 de juliol de 2003   | Saint-Sulpice        | B. Christophe                   |
| 196541 -      | 2003 OW32              | 24 de juliol de 2003   | Palomar              | NEAT                            |
| 196542 -      | 2003 PZ                | 1 d'agost de 2003      | Socorro              | LINEAR                          |
| 196543 -      | 2003 PS1               | 1 d'agost de 2003      | Haleakala            | NEAT                            |
| 196544 -      | 2003 PB2               | 1 d'agost de 2003      | Haleakala            | NEAT                            |
| 196545 -      | 2003 PQ7               | 2 d'agost de 2003      | Haleakala            | NEAT                            |
| 196546 -      | 2003 PT11              | 1 d'agost de 2003      | Socorro              | LINEAR                          |
| 196547 -      | 2003 QE2               | 20 d'agost de 2003     | Campo Imperatore     | CINEOS                          |
| 196548 -      | 2003 QN2               | 19 d'agost de 2003     | Campo Imperatore     | CINEOS                          |
| 196549 -      | 2003 QR3               | 17 d'agost de 2003     | Haleakala            | NEAT                            |
| 196550 -      | 2003 QP5               | 20 d'agost de 2003     | Haleakala            | NEAT                            |
| 196551 -      | 2003 QW6               | 20 d'agost de 2003     | Campo Imperatore     | CINEOS                          |
| 196552 -      | 2003 QD7               | 20 d'agost de 2003     | Campo Imperatore     | CINEOS                          |
| 196553 -      | 2003 QO7               | 21 d'agost de 2003     | Palomar              | NEAT                            |
| 196554 -      | 2003 QZ7               | 18 d'agost de 2003     | Campo Imperatore     | CINEOS                          |
| 196555 -      | 2003 QU9               | 20 d'agost de 2003     | Reedy Creek          | J. Broughton                    |
| 196556 -      | 2003 QH12              | 22 d'agost de 2003     | Socorro              | LINEAR                          |
| 196557 -      | 2003 QU12              | 22 d'agost de 2003     | Haleakala            | NEAT                            |
| 196558 -      | 2003 QB13              | 22 d'agost de 2003     | Haleakala            | NEAT                            |
| 196559 -      | 2003 QG13              | 22 d'agost de 2003     | Haleakala            | NEAT                            |
| 196560 -      | 2003 QQ14              | 20 d'agost de 2003     | Palomar              | NEAT                            |
| 196561 -      | 2003 QY15              | 20 d'agost de 2003     | Palomar              | NEAT                            |
| 196562 -      | 2003 QU18              | 22 d'agost de 2003     | Palomar              | NEAT                            |
| 196563 -      | 2003 QU19              | 22 d'agost de 2003     | Palomar              | NEAT                            |
| 196564 -      | 2003 QJ20              | 22 d'agost de 2003     | Palomar              | NEAT                            |
| 196565 -      | 2003 QX20              | 22 d'agost de 2003     | Palomar              | NEAT                            |
| 196566 -      | 2003 QE24              | 21 d'agost de 2003     | Palomar              | NEAT                            |
| 196567 -      | 2003 QP25              | 22 d'agost de 2003     | Palomar              | NEAT                            |
| 196568 -      | 2003 QL27              | 23 d'agost de 2003     | Palomar              | NEAT                            |
| 196569 -      | 2003 QY28              | 23 d'agost de 2003     | Socorro              | LINEAR                          |
| 196570 -      | 2003 QW31              | 21 d'agost de 2003     | Palomar              | NEAT                            |
| 196571 -      | 2003 QB32              | 21 d'agost de 2003     | Palomar              | NEAT                            |
| 196572 -      | 2003 QS32              | 21 d'agost de 2003     | Palomar              | NEAT                            |
| 196573 -      | 2003 QR34              | 22 d'agost de 2003     | Palomar              | NEAT                            |
| 196574 -      | 2003 QK36              | 22 d'agost de 2003     | Socorro              | LINEAR                          |
| 196575 -      | 2003 QV36              | 22 d'agost de 2003     | Socorro              | LINEAR                          |
| 196576 -      | 2003 QE40              | 22 d'agost de 2003     | Socorro              | LINEAR                          |
| 196577 -      | 2003 QT40              | 22 d'agost de 2003     | Socorro              | LINEAR                          |
| 196578 -      | 2003 QV40              | 22 d'agost de 2003     | Socorro              | LINEAR                          |
| 196579 -      | 2003 QD41              | 22 d'agost de 2003     | Socorro              | LINEAR                          |
| 196580 -      | 2003 QJ41              | 22 d'agost de 2003     | Socorro              | LINEAR                          |
| 196581 -      | 2003 QS45              | 23 d'agost de 2003     | Palomar              | NEAT                            |
| 196582 -      | 2003 QS46              | 24 d'agost de 2003     | Palomar              | NEAT                            |
| 196583 -      | 2003 QM48              | 20 d'agost de 2003     | Campo Imperatore     | CINEOS                          |
| 196584 -      | 2003 QX48              | 21 d'agost de 2003     | Campo Imperatore     | CINEOS                          |
| 196585 -      | 2003 QJ49              | 22 d'agost de 2003     | Palomar              | NEAT                            |
| 196586 -      | 2003 QC50              | 22 d'agost de 2003     | Palomar              | NEAT                            |
| 196587 -      | 2003 QJ50              | 22 d'agost de 2003     | Haleakala            | NEAT                            |
| 196588 -      | 2003 QA51              | 22 d'agost de 2003     | Palomar              | NEAT                            |
| 196589 -      | 2003 QG51              | 22 d'agost de 2003     | Palomar              | NEAT                            |
| 196590 -      | 2003 QL53              | 23 d'agost de 2003     | Socorro              | LINEAR                          |
| 196591 -      | 2003 QL56              | 23 d'agost de 2003     | Socorro              | LINEAR                          |
| 196592 -      | 2003 QE60              | 23 d'agost de 2003     | Socorro              | LINEAR                          |
| 196593 -      | 2003 QC61              | 23 d'agost de 2003     | Socorro              | LINEAR                          |
| 196594 -      | 2003 QG64              | 23 d'agost de 2003     | Socorro              | LINEAR                          |
| 196595 -      | 2003 QX64              | 23 d'agost de 2003     | Palomar              | NEAT                            |
| 196596 -      | 2003 QH65              | 23 d'agost de 2003     | Palomar              | NEAT                            |
| 196597 -      | 2003 QJ66              | 22 d'agost de 2003     | Socorro              | LINEAR                          |
| 196598 -      | 2003 QK66              | 22 d'agost de 2003     | Palomar              | NEAT                            |
| 196599 -      | 2003 QX66              | 23 d'agost de 2003     | Palomar              | NEAT                            |
| 196600 -      | 2003 QH68              | 25 d'agost de 2003     | Socorro              | LINEAR                          |
| 196601-196700 |                        |                        |                      |                                 |
| 196601 -      | 2003 QY68              | 25 d'agost de 2003     | Reedy Creek          | J. Broughton                    |
| 196602 -      | 2003 QQ70              | 23 d'agost de 2003     | Socorro              | LINEAR                          |
| 196603 -      | 2003 QT70              | 23 d'agost de 2003     | Palomar              | NEAT                            |
| 196604 -      | 2003 QH74              | 24 d'agost de 2003     | Socorro              | LINEAR                          |
| 196605 -      | 2003 QM75              | 24 d'agost de 2003     | Socorro              | LINEAR                          |
| 196606 -      | 2003 QX75              | 24 d'agost de 2003     | Socorro              | LINEAR                          |
| 196607 -      | 2003 QC76              | 24 d'agost de 2003     | Socorro              | LINEAR                          |
| 196608 -      | 2003 QE77              | 24 d'agost de 2003     | Socorro              | LINEAR                          |
| 196609 -      | 2003 QQ78              | 24 d'agost de 2003     | Socorro              | LINEAR                          |
| 196610 -      | 2003 QK79              | 25 d'agost de 2003     | Socorro              | LINEAR                          |
| 196611 -      | 2003 QA85              | 24 d'agost de 2003     | Socorro              | LINEAR                          |
| 196612 -      | 2003 QQ89              | 27 d'agost de 2003     | Haleakala            | NEAT                            |
| 196613 -      | 2003 QN90              | 28 d'agost de 2003     | Socorro              | LINEAR                          |
| 196614 -      | 2003 QB96              | 30 d'agost de 2003     | Kitt Peak            | Spacewatch                      |
| 196615 -      | 2003 QY107             | 31 d'agost de 2003     | Socorro              | LINEAR                          |
| 196616 -      | 2003 QE108             | 31 d'agost de 2003     | Socorro              | LINEAR                          |
| 196617 -      | 2003 QQ111             | 31 d'agost de 2003     | Kitt Peak            | Spacewatch                      |
| 196618 -      | 2003 QG114             | 26 d'agost de 2003     | Socorro              | LINEAR                          |
| 196619 -      | 2003 RH3               | 1 de setembre de 2003  | Socorro              | LINEAR                          |
| 196620 -      | 2003 RN4               | 3 de setembre de 2003  | Socorro              | LINEAR                          |
| 196621 -      | 2003 RH5               | 1 de setembre de 2003  | Socorro              | LINEAR                          |
| 196622 -      | 2003 RN5               | 1 de setembre de 2003  | Socorro              | LINEAR                          |
| 196623 -      | 2003 RX5               | 2 de setembre de 2003  | Socorro              | LINEAR                          |
| 196624 -      | 2003 RK9               | 4 de setembre de 2003  | Kitt Peak            | Spacewatch                      |
| 196625 -      | 2003 RM10              | 13 de setembre de 2003 | Anderson Mesa        | LONEOS                          |
| 196626 -      | 2003 RH11              | 13 de setembre de 2003 | Haleakala            | NEAT                            |
| 196627 -      | 2003 RR14              | 13 de setembre de 2003 | Haleakala            | NEAT                            |
| 196628 -      | 2003 RV16              | 15 de setembre de 2003 | Palomar              | NEAT                            |
| 196629 -      | 2003 RH20              | 15 de setembre de 2003 | Anderson Mesa        | LONEOS                          |
| 196630 -      | 2003 RH21              | 15 de setembre de 2003 | Anderson Mesa        | LONEOS                          |
| 196631 -      | 2003 RE22              | 14 de setembre de 2003 | Haleakala            | NEAT                            |
| 196632 -      | 2003 SH1               | 16 de setembre de 2003 | Kitt Peak            | Spacewatch                      |
| 196633 -      | 2003 SO2               | 16 de setembre de 2003 | Kitt Peak            | Spacewatch                      |
| 196634 -      | 2003 SC3               | 16 de setembre de 2003 | Palomar              | NEAT                            |
| 196635 -      | 2003 SO3               | 16 de setembre de 2003 | Palomar              | NEAT                            |
| 196636 -      | 2003 SA4               | 16 de setembre de 2003 | Kitt Peak            | Spacewatch                      |
| 196637 -      | 2003 SF8               | 16 de setembre de 2003 | Kitt Peak            | Spacewatch                      |
| 196638 -      | 2003 SO10              | 17 de setembre de 2003 | Kitt Peak            | Spacewatch                      |
| 196639 -      | 2003 SD13              | 16 de setembre de 2003 | Kitt Peak            | Spacewatch                      |
| 196640 -      | 2003 SO15              | 17 de setembre de 2003 | Heppenheim           | F. Hormuth                      |
| 196641 -      | 2003 SP17              | 17 de setembre de 2003 | Kvistaberg           | Uppsala-DLR Asteroid Survey     |
| 196642 -      | 2003 SR17              | 17 de setembre de 2003 | Kitt Peak            | Spacewatch                      |
| 196643 -      | 2003 SH18              | 16 de setembre de 2003 | Kitt Peak            | Spacewatch                      |
| 196644 -      | 2003 ST23              | 17 de setembre de 2003 | Kitt Peak            | Spacewatch                      |
| 196645 -      | 2003 SW23              | 17 de setembre de 2003 | Kitt Peak            | Spacewatch                      |
| 196646 -      | 2003 SY23              | 17 de setembre de 2003 | Kitt Peak            | Spacewatch                      |
| 196647 -      | 2003 SL25              | 17 de setembre de 2003 | Kitt Peak            | Spacewatch                      |
| 196648 -      | 2003 SP25              | 17 de setembre de 2003 | Kitt Peak            | Spacewatch                      |
| 196649 -      | 2003 SG26              | 17 de setembre de 2003 | Haleakala            | NEAT                            |
| 196650 -      | 2003 SM26              | 17 de setembre de 2003 | Haleakala            | NEAT                            |
| 196651 -      | 2003 SN28              | 18 de setembre de 2003 | Palomar              | NEAT                            |
| 196652 -      | 2003 SG30              | 18 de setembre de 2003 | Palomar              | NEAT                            |
| 196653 -      | 2003 SV30              | 18 de setembre de 2003 | Kitt Peak            | Spacewatch                      |
| 196654 -      | 2003 SS34              | 18 de setembre de 2003 | Palomar              | NEAT                            |
| 196655 -      | 2003 SY34              | 18 de setembre de 2003 | Kitt Peak            | Spacewatch                      |
| 196656 -      | 2003 SA35              | 18 de setembre de 2003 | Kitt Peak            | Spacewatch                      |
| 196657 -      | 2003 SR36              | 18 de setembre de 2003 | Socorro              | LINEAR                          |
| 196658 -      | 2003 SJ37              | 16 de setembre de 2003 | Palomar              | NEAT                            |
| 196659 -      | 2003 SR38              | 16 de setembre de 2003 | Palomar              | NEAT                            |
| 196660 -      | 2003 SQ40              | 16 de setembre de 2003 | Palomar              | NEAT                            |
| 196661 -      | 2003 SL41              | 17 de setembre de 2003 | Palomar              | NEAT                            |
| 196662 -      | 2003 SO43              | 16 de setembre de 2003 | Anderson Mesa        | LONEOS                          |
| 196663 -      | 2003 SL44              | 16 de setembre de 2003 | Anderson Mesa        | LONEOS                          |
| 196664 -      | 2003 SD46              | 16 de setembre de 2003 | Anderson Mesa        | LONEOS                          |
| 196665 -      | 2003 SJ46              | 16 de setembre de 2003 | Anderson Mesa        | LONEOS                          |
| 196666 -      | 2003 SF47              | 16 de setembre de 2003 | Anderson Mesa        | LONEOS                          |
| 196667 -      | 2003 SN50              | 18 de setembre de 2003 | Palomar              | NEAT                            |
| 196668 -      | 2003 SW50              | 18 de setembre de 2003 | Palomar              | NEAT                            |
| 196669 -      | 2003 SK51              | 18 de setembre de 2003 | Palomar              | NEAT                            |
| 196670 -      | 2003 ST52              | 19 de setembre de 2003 | Palomar              | NEAT                            |
| 196671 -      | 2003 SU53              | 16 de setembre de 2003 | Kitt Peak            | Spacewatch                      |
| 196672 -      | 2003 SY54              | 16 de setembre de 2003 | Anderson Mesa        | LONEOS                          |
| 196673 -      | 2003 SZ54              | 16 de setembre de 2003 | Anderson Mesa        | LONEOS                          |
| 196674 -      | 2003 SR56              | 16 de setembre de 2003 | Kitt Peak            | Spacewatch                      |
| 196675 -      | 2003 SV56              | 16 de setembre de 2003 | Kitt Peak            | Spacewatch                      |
| 196676 -      | 2003 SQ59              | 17 de setembre de 2003 | Anderson Mesa        | LONEOS                          |
| 196677 -      | 2003 ST60              | 17 de setembre de 2003 | Kitt Peak            | Spacewatch                      |
| 196678 -      | 2003 SD61              | 17 de setembre de 2003 | Socorro              | LINEAR                          |
| 196679 -      | 2003 SP61              | 17 de setembre de 2003 | Socorro              | LINEAR                          |
| 196680 -      | 2003 SB63              | 17 de setembre de 2003 | Kitt Peak            | Spacewatch                      |
| 196681 -      | 2003 SZ63              | 17 de setembre de 2003 | Črni Vrh             | Črni Vrh                        |
| 196682 -      | 2003 SK64              | 18 de setembre de 2003 | Campo Imperatore     | CINEOS                          |
| 196683 -      | 2003 SY64              | 18 de setembre de 2003 | Campo Imperatore     | CINEOS                          |
| 196684 -      | 2003 SZ64              | 18 de setembre de 2003 | Campo Imperatore     | CINEOS                          |
| 196685 -      | 2003 SB65              | 18 de setembre de 2003 | Campo Imperatore     | CINEOS                          |
| 196686 -      | 2003 SC65              | 18 de setembre de 2003 | Campo Imperatore     | CINEOS                          |
| 196687 -      | 2003 SH65              | 18 de setembre de 2003 | Anderson Mesa        | LONEOS                          |
| 196688 -      | 2003 SQ66              | 18 de setembre de 2003 | Campo Imperatore     | CINEOS                          |
| 196689 -      | 2003 SY67              | 16 de setembre de 2003 | Haleakala            | NEAT                            |
| 196690 -      | 2003 SD70              | 17 de setembre de 2003 | Kitt Peak            | Spacewatch                      |
| 196691 -      | 2003 SO70              | 17 de setembre de 2003 | Haleakala            | NEAT                            |
| 196692 -      | 2003 SE71              | 18 de setembre de 2003 | Kitt Peak            | Spacewatch                      |
| 196693 -      | 2003 SX73              | 18 de setembre de 2003 | Kitt Peak            | Spacewatch                      |
| 196694 -      | 2003 SD74              | 18 de setembre de 2003 | Kitt Peak            | Spacewatch                      |
| 196695 -      | 2003 SL74              | 18 de setembre de 2003 | Kitt Peak            | Spacewatch                      |
| 196696 -      | 2003 SK75              | 18 de setembre de 2003 | Kitt Peak            | Spacewatch                      |
| 196697 -      | 2003 SY76              | 19 de setembre de 2003 | Kitt Peak            | Spacewatch                      |
| 196698 -      | 2003 SV77              | 19 de setembre de 2003 | Kitt Peak            | Spacewatch                      |
| 196699 -      | 2003 SX78              | 19 de setembre de 2003 | Kitt Peak            | Spacewatch                      |
| 196700 -      | 2003 SX80              | 19 de setembre de 2003 | Kitt Peak            | Spacewatch                      |
| 196701-196800 |                        |                        |                      |                                 |
| 196701 -      | 2003 SC82              | 17 de setembre de 2003 | Kitt Peak            | Spacewatch                      |
| 196702 -      | 2003 SS82              | 18 de setembre de 2003 | Kitt Peak            | Spacewatch                      |
| 196703 -      | 2003 SR83              | 18 de setembre de 2003 | Kitt Peak            | Spacewatch                      |
| 196704 -      | 2003 SM85              | 16 de setembre de 2003 | Palomar              | NEAT                            |
| 196705 -      | 2003 SC86              | 16 de setembre de 2003 | Kitt Peak            | Spacewatch                      |
| 196706 -      | 2003 SS87              | 17 de setembre de 2003 | Palomar              | NEAT                            |
| 196707 -      | 2003 SB89              | 18 de setembre de 2003 | Socorro              | LINEAR                          |
| 196708 -      | 2003 SC92              | 18 de setembre de 2003 | Kitt Peak            | Spacewatch                      |
| 196709 -      | 2003 SH93              | 18 de setembre de 2003 | Kitt Peak            | Spacewatch                      |
| 196710 -      | 2003 SH94              | 18 de setembre de 2003 | Črni Vrh             | Črni Vrh                        |
| 196711 -      | 2003 SS97              | 19 de setembre de 2003 | Kitt Peak            | Spacewatch                      |
| 196712 -      | 2003 SO98              | 19 de setembre de 2003 | Kitt Peak            | Spacewatch                      |
| 196713 -      | 2003 SJ101             | 20 de setembre de 2003 | Palomar              | NEAT                            |
| 196714 -      | 2003 SM102             | 20 de setembre de 2003 | Socorro              | LINEAR                          |
| 196715 -      | 2003 SQ102             | 20 de setembre de 2003 | Socorro              | LINEAR                          |
| 196716 -      | 2003 SJ103             | 20 de setembre de 2003 | Socorro              | LINEAR                          |
| 196717 -      | 2003 SL104             | 20 de setembre de 2003 | Haleakala            | NEAT                            |
| 196718 -      | 2003 SW104             | 20 de setembre de 2003 | Socorro              | LINEAR                          |
| 196719 -      | 2003 SM107             | 20 de setembre de 2003 | Palomar              | NEAT                            |
| 196720 -      | 2003 SB108             | 20 de setembre de 2003 | Palomar              | NEAT                            |
| 196721 -      | 2003 SM109             | 20 de setembre de 2003 | Kitt Peak            | Spacewatch                      |
| 196722 -      | 2003 SV109             | 20 de setembre de 2003 | Kitt Peak            | Spacewatch                      |
| 196723 -      | 2003 SB111             | 20 de setembre de 2003 | Palomar              | NEAT                            |
| 196724 -      | 2003 SD114             | 16 de setembre de 2003 | Socorro              | LINEAR                          |
| 196725 -      | 2003 SY115             | 16 de setembre de 2003 | Palomar              | NEAT                            |
| 196726 -      | 2003 SB118             | 16 de setembre de 2003 | Palomar              | NEAT                            |
| 196727 -      | 2003 SB119             | 16 de setembre de 2003 | Palomar              | NEAT                            |
| 196728 -      | 2003 SH119             | 17 de setembre de 2003 | Anderson Mesa        | LONEOS                          |
| 196729 -      | 2003 SU119             | 17 de setembre de 2003 | Kitt Peak            | Spacewatch                      |
| 196730 -      | 2003 SG120             | 17 de setembre de 2003 | Kitt Peak            | Spacewatch                      |
| 196731 -      | 2003 SP121             | 17 de setembre de 2003 | Kitt Peak            | Spacewatch                      |
| 196732 -      | 2003 ST121             | 17 de setembre de 2003 | Haleakala            | NEAT                            |
| 196733 -      | 2003 SA122             | 17 de setembre de 2003 | Campo Imperatore     | CINEOS                          |
| 196734 -      | 2003 SM125             | 19 de setembre de 2003 | Palomar              | NEAT                            |
| 196735 -      | 2003 SG126             | 19 de setembre de 2003 | Palomar              | NEAT                            |
| 196736 -      | 2003 SH127             | 19 de setembre de 2003 | Piszkéstető          | Piszkéstető                     |
| 196737 -      | 2003 SX127             | 20 de setembre de 2003 | Socorro              | LINEAR                          |
| 196738 -      | 2003 SC133             | 20 de setembre de 2003 | Campo Imperatore     | CINEOS                          |
| 196739 -      | 2003 SZ133             | 18 de setembre de 2003 | Socorro              | LINEAR                          |
| 196740 -      | 2003 SF135             | 19 de setembre de 2003 | Socorro              | LINEAR                          |
| 196741 -      | 2003 SJ137             | 20 de setembre de 2003 | Palomar              | NEAT                            |
| 196742 -      | 2003 SO137             | 21 de setembre de 2003 | Campo Imperatore     | CINEOS                          |
| 196743 -      | 2003 SY137             | 21 de setembre de 2003 | Socorro              | LINEAR                          |
| 196744 -      | 2003 SU139             | 18 de setembre de 2003 | Kitt Peak            | Spacewatch                      |
| 196745 -      | 2003 SY139             | 18 de setembre de 2003 | Palomar              | NEAT                            |
| 196746 -      | 2003 SU142             | 20 de setembre de 2003 | Socorro              | LINEAR                          |
| 196747 -      | 2003 SY143             | 21 de setembre de 2003 | Socorro              | LINEAR                          |
| 196748 -      | 2003 SB144             | 21 de setembre de 2003 | Kitt Peak            | Spacewatch                      |
| 196749 -      | 2003 SF144             | 19 de setembre de 2003 | Palomar              | NEAT                            |
| 196750 -      | 2003 SR148             | 16 de setembre de 2003 | Kitt Peak            | Spacewatch                      |
| 196751 -      | 2003 SL149             | 16 de setembre de 2003 | Kitt Peak            | Spacewatch                      |
| 196752 -      | 2003 SO149             | 16 de setembre de 2003 | Kitt Peak            | Spacewatch                      |
| 196753 -      | 2003 SV149             | 17 de setembre de 2003 | Socorro              | LINEAR                          |
| 196754 -      | 2003 SM151             | 18 de setembre de 2003 | Socorro              | LINEAR                          |
| 196755 -      | 2003 SQ153             | 19 de setembre de 2003 | Anderson Mesa        | LONEOS                          |
| 196756 -      | 2003 SU154             | 19 de setembre de 2003 | Anderson Mesa        | LONEOS                          |
| 196757 -      | 2003 SZ154             | 19 de setembre de 2003 | Anderson Mesa        | LONEOS                          |
| 196758 -      | 2003 SP155             | 19 de setembre de 2003 | Anderson Mesa        | LONEOS                          |
| 196759 -      | 2003 SM156             | 19 de setembre de 2003 | Anderson Mesa        | LONEOS                          |
| 196760 -      | 2003 SO160             | 22 de setembre de 2003 | Kitt Peak            | Spacewatch                      |
| 196761 -      | 2003 SL162             | 19 de setembre de 2003 | Kitt Peak            | Spacewatch                      |
| 196762 -      | 2003 SP162             | 19 de setembre de 2003 | Socorro              | LINEAR                          |
| 196763 -      | 2003 ST162             | 19 de setembre de 2003 | Kitt Peak            | Spacewatch                      |
| 196764 -      | 2003 SU162             | 19 de setembre de 2003 | Kitt Peak            | Spacewatch                      |
| 196765 -      | 2003 SM163             | 19 de setembre de 2003 | Kitt Peak            | Spacewatch                      |
| 196766 -      | 2003 SN163             | 19 de setembre de 2003 | Kitt Peak            | Spacewatch                      |
| 196767 -      | 2003 SQ164             | 20 de setembre de 2003 | Anderson Mesa        | LONEOS                          |
| 196768 -      | 2003 ST164             | 20 de setembre de 2003 | Anderson Mesa        | LONEOS                          |
| 196769 -      | 2003 SX164             | 20 de setembre de 2003 | Anderson Mesa        | LONEOS                          |
| 196770 -      | 2003 SK167             | 22 de setembre de 2003 | Kitt Peak            | Spacewatch                      |
| 196771 -      | 2003 SU169             | 23 de setembre de 2003 | Haleakala            | NEAT                            |
| 196772 -      | 2003 SQ170             | 23 de setembre de 2003 | Saint-Sulpice        | B. Christophe                   |
| 196773 -      | 2003 SJ171             | 18 de setembre de 2003 | Campo Imperatore     | CINEOS                          |
| 196774 -      | 2003 SW177             | 19 de setembre de 2003 | Kitt Peak            | Spacewatch                      |
| 196775 -      | 2003 SA178             | 19 de setembre de 2003 | Palomar              | NEAT                            |
| 196776 -      | 2003 SV180             | 20 de setembre de 2003 | Kitt Peak            | Spacewatch                      |
| 196777 -      | 2003 SE181             | 20 de setembre de 2003 | Socorro              | LINEAR                          |
| 196778 -      | 2003 SM181             | 20 de setembre de 2003 | Kitt Peak            | Spacewatch                      |
| 196779 -      | 2003 SN181             | 20 de setembre de 2003 | Socorro              | LINEAR                          |
| 196780 -      | 2003 SD182             | 20 de setembre de 2003 | Socorro              | LINEAR                          |
| 196781 -      | 2003 SA184             | 21 de setembre de 2003 | Kitt Peak            | Spacewatch                      |
| 196782 -      | 2003 ST184             | 21 de setembre de 2003 | Kitt Peak            | Spacewatch                      |
| 196783 -      | 2003 SY184             | 21 de setembre de 2003 | Kitt Peak            | Spacewatch                      |
| 196784 -      | 2003 SN185             | 22 de setembre de 2003 | Anderson Mesa        | LONEOS                          |
| 196785 -      | 2003 SR186             | 22 de setembre de 2003 | Anderson Mesa        | LONEOS                          |
| 196786 -      | 2003 SP187             | 21 de setembre de 2003 | Haleakala            | NEAT                            |
| 196787 -      | 2003 SY187             | 22 de setembre de 2003 | Anderson Mesa        | LONEOS                          |
| 196788 -      | 2003 SF188             | 22 de setembre de 2003 | Palomar              | NEAT                            |
| 196789 -      | 2003 SA189             | 22 de setembre de 2003 | Anderson Mesa        | LONEOS                          |
| 196790 -      | 2003 SY190             | 17 de setembre de 2003 | Kitt Peak            | Spacewatch                      |
| 196791 -      | 2003 SM191             | 19 de setembre de 2003 | Kitt Peak            | Spacewatch                      |
| 196792 -      | 2003 SA196             | 20 de setembre de 2003 | Palomar              | NEAT                            |
| 196793 -      | 2003 SL196             | 20 de setembre de 2003 | Palomar              | NEAT                            |
| 196794 -      | 2003 SK197             | 21 de setembre de 2003 | Anderson Mesa        | LONEOS                          |
| 196795 -      | 2003 SM197             | 21 de setembre de 2003 | Anderson Mesa        | LONEOS                          |
| 196796 -      | 2003 SU197             | 21 de setembre de 2003 | Anderson Mesa        | LONEOS                          |
| 196797 -      | 2003 SU198             | 21 de setembre de 2003 | Anderson Mesa        | LONEOS                          |
| 196798 -      | 2003 SG199             | 21 de setembre de 2003 | Anderson Mesa        | LONEOS                          |
| 196799 -      | 2003 SO199             | 21 de setembre de 2003 | Anderson Mesa        | LONEOS                          |
| 196800 -      | 2003 SX200             | 25 de setembre de 2003 | Gnosca               | S. Sposetti                     |
| 196801-196900 |                        |                        |                      |                                 |
| 196801 -      | 2003 SY202             | 22 de setembre de 2003 | Anderson Mesa        | LONEOS                          |
| 196802 -      | 2003 SJ204             | 22 de setembre de 2003 | Socorro              | LINEAR                          |
| 196803 -      | 2003 SG206             | 23 de setembre de 2003 | Palomar              | NEAT                            |
| 196804 -      | 2003 SZ208             | 24 de setembre de 2003 | Palomar              | NEAT                            |
| 196805 -      | 2003 SZ209             | 25 de setembre de 2003 | Haleakala            | NEAT                            |
| 196806 -      | 2003 SQ218             | 28 de setembre de 2003 | Desert Eagle         | W. K. Y. Yeung                  |
| 196807 -      | 2003 SB221             | 26 de setembre de 2003 | Junk Bond            | D. Healy                        |
| 196808 -      | 2003 SH223             | 29 de setembre de 2003 | Desert Eagle         | W. K. Y. Yeung                  |
| 196809 -      | 2003 SU223             | 27 de setembre de 2003 | Socorro              | LINEAR                          |
| 196810 -      | 2003 SC224             | 24 de setembre de 2003 | Bergisch Gladbach    | W. Bickel                       |
| 196811 -      | 2003 SF225             | 26 de setembre de 2003 | Desert Eagle         | W. K. Y. Yeung                  |
| 196812 -      | 2003 SH225             | 26 de setembre de 2003 | Socorro              | LINEAR                          |
| 196813 -      | 2003 SO225             | 26 de setembre de 2003 | Socorro              | LINEAR                          |
| 196814 -      | 2003 SU225             | 26 de setembre de 2003 | Socorro              | LINEAR                          |
| 196815 -      | 2003 SN227             | 27 de setembre de 2003 | Socorro              | LINEAR                          |
| 196816 -      | 2003 SH229             | 27 de setembre de 2003 | Kitt Peak            | Spacewatch                      |
| 196817 -      | 2003 SZ230             | 24 de setembre de 2003 | Palomar              | NEAT                            |
| 196818 -      | 2003 SJ231             | 24 de setembre de 2003 | Palomar              | NEAT                            |
| 196819 -      | 2003 SC232             | 24 de setembre de 2003 | Haleakala            | NEAT                            |
| 196820 -      | 2003 SR232             | 24 de setembre de 2003 | Haleakala            | NEAT                            |
| 196821 -      | 2003 SC233             | 25 de setembre de 2003 | Palomar              | NEAT                            |
| 196822 -      | 2003 SM234             | 25 de setembre de 2003 | Haleakala            | NEAT                            |
| 196823 -      | 2003 SN234             | 25 de setembre de 2003 | Haleakala            | NEAT                            |
| 196824 -      | 2003 SS235             | 27 de setembre de 2003 | Socorro              | LINEAR                          |
| 196825 -      | 2003 SV235             | 27 de setembre de 2003 | Socorro              | LINEAR                          |
| 196826 -      | 2003 SJ236             | 26 de setembre de 2003 | Socorro              | LINEAR                          |
| 196827 -      | 2003 SO236             | 26 de setembre de 2003 | Socorro              | LINEAR                          |
| 196828 -      | 2003 SB237             | 26 de setembre de 2003 | Socorro              | LINEAR                          |
| 196829 -      | 2003 SE238             | 27 de setembre de 2003 | Socorro              | LINEAR                          |
| 196830 -      | 2003 SK241             | 27 de setembre de 2003 | Kitt Peak            | Spacewatch                      |
| 196831 -      | 2003 SA243             | 28 de setembre de 2003 | Socorro              | LINEAR                          |
| 196832 -      | 2003 SA246             | 26 de setembre de 2003 | Socorro              | LINEAR                          |
| 196833 -      | 2003 SS247             | 26 de setembre de 2003 | Socorro              | LINEAR                          |
| 196834 -      | 2003 SZ247             | 26 de setembre de 2003 | Socorro              | LINEAR                          |
| 196835 -      | 2003 SS248             | 26 de setembre de 2003 | Socorro              | LINEAR                          |
| 196836 -      | 2003 SY248             | 26 de setembre de 2003 | Socorro              | LINEAR                          |
| 196837 -      | 2003 SX249             | 26 de setembre de 2003 | Socorro              | LINEAR                          |
| 196838 -      | 2003 SE250             | 26 de setembre de 2003 | Socorro              | LINEAR                          |
| 196839 -      | 2003 SG250             | 26 de setembre de 2003 | Socorro              | LINEAR                          |
| 196840 -      | 2003 SM253             | 27 de setembre de 2003 | Kitt Peak            | Spacewatch                      |
| 196841 -      | 2003 SO253             | 27 de setembre de 2003 | Socorro              | LINEAR                          |
| 196842 -      | 2003 SZ253             | 27 de setembre de 2003 | Kitt Peak            | Spacewatch                      |
| 196843 -      | 2003 SD254             | 27 de setembre de 2003 | Kitt Peak            | Spacewatch                      |
| 196844 -      | 2003 SR254             | 27 de setembre de 2003 | Kitt Peak            | Spacewatch                      |
| 196845 -      | 2003 SE257             | 28 de setembre de 2003 | Kitt Peak            | Spacewatch                      |
| 196846 -      | 2003 SR257             | 28 de setembre de 2003 | Socorro              | LINEAR                          |
| 196847 -      | 2003 SM258             | 28 de setembre de 2003 | Kitt Peak            | Spacewatch                      |
| 196848 -      | 2003 SQ259             | 28 de setembre de 2003 | Kitt Peak            | Spacewatch                      |
| 196849 -      | 2003 ST259             | 28 de setembre de 2003 | Kitt Peak            | Spacewatch                      |
| 196850 -      | 2003 SE260             | 29 de setembre de 2003 | Socorro              | LINEAR                          |
| 196851 -      | 2003 SB261             | 27 de setembre de 2003 | Socorro              | LINEAR                          |
| 196852 -      | 2003 SR262             | 28 de setembre de 2003 | Socorro              | LINEAR                          |
| 196853 -      | 2003 SF263             | 28 de setembre de 2003 | Socorro              | LINEAR                          |
| 196854 -      | 2003 SW266             | 29 de setembre de 2003 | Socorro              | LINEAR                          |
| 196855 -      | 2003 SZ266             | 29 de setembre de 2003 | Socorro              | LINEAR                          |
| 196856 -      | 2003 SF268             | 29 de setembre de 2003 | Kitt Peak            | Spacewatch                      |
| 196857 -      | 2003 SL268             | 29 de setembre de 2003 | Kitt Peak            | Spacewatch                      |
| 196858 -      | 2003 SB269             | 25 de setembre de 2003 | Uccle                | T. Pauwels                      |
| 196859 -      | 2003 SF271             | 25 de setembre de 2003 | Haleakala            | NEAT                            |
| 196860 -      | 2003 SG272             | 27 de setembre de 2003 | Socorro              | LINEAR                          |
| 196861 -      | 2003 SL272             | 27 de setembre de 2003 | Socorro              | LINEAR                          |
| 196862 -      | 2003 SC273             | 27 de setembre de 2003 | Socorro              | LINEAR                          |
| 196863 -      | 2003 SX277             | 30 de setembre de 2003 | Socorro              | LINEAR                          |
| 196864 -      | 2003 SL278             | 30 de setembre de 2003 | Socorro              | LINEAR                          |
| 196865 -      | 2003 ST278             | 30 de setembre de 2003 | Socorro              | LINEAR                          |
| 196866 -      | 2003 SY280             | 18 de setembre de 2003 | Kitt Peak            | Spacewatch                      |
| 196867 -      | 2003 SF282             | 19 de setembre de 2003 | Anderson Mesa        | LONEOS                          |
| 196868 -      | 2003 SG282             | 19 de setembre de 2003 | Anderson Mesa        | LONEOS                          |
| 196869 -      | 2003 ST284             | 20 de setembre de 2003 | Socorro              | LINEAR                          |
| 196870 -      | 2003 SC289             | 28 de setembre de 2003 | Socorro              | LINEAR                          |
| 196871 -      | 2003 SY289             | 28 de setembre de 2003 | Anderson Mesa        | LONEOS                          |
| 196872 -      | 2003 SS292             | 25 de setembre de 2003 | Haleakala            | NEAT                            |
| 196873 -      | 2003 SB293             | 27 de setembre de 2003 | Socorro              | LINEAR                          |
| 196874 -      | 2003 SD294             | 28 de setembre de 2003 | Socorro              | LINEAR                          |
| 196875 -      | 2003 SN298             | 18 de setembre de 2003 | Haleakala            | NEAT                            |
| 196876 -      | 2003 SW299             | 16 de setembre de 2003 | Kitt Peak            | Spacewatch                      |
| 196877 -      | 2003 SJ300             | 17 de setembre de 2003 | Palomar              | NEAT                            |
| 196878 -      | 2003 SW304             | 17 de setembre de 2003 | Palomar              | NEAT                            |
| 196879 -      | 2003 SE306             | 30 de setembre de 2003 | Socorro              | LINEAR                          |
| 196880 -      | 2003 SY307             | 27 de setembre de 2003 | Socorro              | LINEAR                          |
| 196881 -      | 2003 SN308             | 29 de setembre de 2003 | Anderson Mesa        | LONEOS                          |
| 196882 -      | 2003 SX309             | 28 de setembre de 2003 | Socorro              | LINEAR                          |
| 196883 -      | 2003 SK311             | 29 de setembre de 2003 | Socorro              | LINEAR                          |
| 196884 -      | 2003 SE312             | 30 de setembre de 2003 | Kitt Peak            | Spacewatch                      |
| 196885 -      | 2003 SP314             | 28 de setembre de 2003 | Socorro              | LINEAR                          |
| 196886 -      | 2003 SF317             | 21 de setembre de 2003 | Kitt Peak            | Spacewatch                      |
| 196887 -      | 2003 SE320             | 17 de setembre de 2003 | Kitt Peak            | Spacewatch                      |
| 196888 -      | 2003 SM320             | 17 de setembre de 2003 | Kitt Peak            | Spacewatch                      |
| 196889 -      | 2003 SQ321             | 21 de setembre de 2003 | Kitt Peak            | Spacewatch                      |
| 196890 -      | 2003 SK322             | 28 de setembre de 2003 | Kitt Peak            | Spacewatch                      |
| 196891 -      | 2003 SK329             | 22 de setembre de 2003 | Anderson Mesa        | LONEOS                          |
| 196892 -      | 2003 SJ347             | 18 de setembre de 2003 | Kitt Peak            | Spacewatch                      |
| 196893 -      | 2003 TS                | 2 d'octubre de 2003    | Essen                | Essen                           |
| 196894 -      | 2003 TL3               | 3 d'octubre de 2003    | Haleakala            | NEAT                            |
| 196895 -      | 2003 TM3               | 4 d'octubre de 2003    | Goodricke-Pigott     | V. Reddy                        |
| 196896 -      | 2003 TA5               | 1 d'octubre de 2003    | Kitt Peak            | Spacewatch                      |
| 196897 -      | 2003 TR6               | 1 d'octubre de 2003    | Anderson Mesa        | LONEOS                          |
| 196898 -      | 2003 TF10              | 15 d'octubre de 2003   | Socorro              | LINEAR                          |
| 196899 -      | 2003 TX10              | 15 d'octubre de 2003   | Palomar              | NEAT                            |
| 196900 -      | 2003 TA11              | 14 d'octubre de 2003   | Anderson Mesa        | LONEOS                          |
| 196901-197000 |                        |                        |                      |                                 |
| 196901 -      | 2003 TS11              | 14 d'octubre de 2003   | Anderson Mesa        | LONEOS                          |
| 196902 -      | 2003 TG14              | 4 d'octubre de 2003    | Kitt Peak            | Spacewatch                      |
| 196903 -      | 2003 TA16              | 15 d'octubre de 2003   | Anderson Mesa        | LONEOS                          |
| 196904 -      | 2003 TC16              | 15 d'octubre de 2003   | Anderson Mesa        | LONEOS                          |
| 196905 -      | 2003 TH17              | 15 d'octubre de 2003   | Anderson Mesa        | LONEOS                          |
| 196906 -      | 2003 TF18              | 14 d'octubre de 2003   | Palomar              | NEAT                            |
| 196907 -      | 2003 TC19              | 15 d'octubre de 2003   | Anderson Mesa        | LONEOS                          |
| 196908 -      | 2003 TU21              | 1 d'octubre de 2003    | Anderson Mesa        | LONEOS                          |
| 196909 -      | 2003 TF22              | 1 d'octubre de 2003    | Kitt Peak            | Spacewatch                      |
| 196910 -      | 2003 TL29              | 1 d'octubre de 2003    | Kitt Peak            | Spacewatch                      |
| 196911 -      | 2003 TN30              | 1 d'octubre de 2003    | Kitt Peak            | Spacewatch                      |
| 196912 -      | 2003 TR30              | 1 d'octubre de 2003    | Kitt Peak            | Spacewatch                      |
| 196913 -      | 2003 TX33              | 1 d'octubre de 2003    | Kitt Peak            | Spacewatch                      |
| 196914 -      | 2003 TJ37              | 2 d'octubre de 2003    | Kitt Peak            | Spacewatch                      |
| 196915 -      | 2003 TO45              | 3 d'octubre de 2003    | Kitt Peak            | Spacewatch                      |
| 196916 -      | 2003 TS45              | 3 d'octubre de 2003    | Kitt Peak            | Spacewatch                      |
| 196917 -      | 2003 TD48              | 3 d'octubre de 2003    | Kitt Peak            | Spacewatch                      |
| 196918 -      | 2003 TE54              | 5 d'octubre de 2003    | Kitt Peak            | Spacewatch                      |
| 196919 -      | 2003 TP54              | 5 d'octubre de 2003    | Kitt Peak            | Spacewatch                      |
| 196920 -      | 2003 TX54              | 5 d'octubre de 2003    | Kitt Peak            | Spacewatch                      |
| 196921 -      | 2003 TL57              | 5 d'octubre de 2003    | Socorro              | LINEAR                          |
| 196922 -      | 2003 US1               | 16 d'octubre de 2003   | Kitt Peak            | Spacewatch                      |
| 196923 -      | 2003 UG2               | 16 d'octubre de 2003   | Kitt Peak            | Spacewatch                      |
| 196924 -      | 2003 UX3               | 16 d'octubre de 2003   | Kitt Peak            | Spacewatch                      |
| 196925 -      | 2003 UF4               | 16 d'octubre de 2003   | Palomar              | NEAT                            |
| 196926 -      | 2003 UG5               | 18 d'octubre de 2003   | Wrightwood           | J. W. Young                     |
| 196927 -      | 2003 UQ6               | 18 d'octubre de 2003   | Palomar              | NEAT                            |
| 196928 -      | 2003 UB7               | 16 d'octubre de 2003   | Socorro              | LINEAR                          |
| 196929 -      | 2003 UF10              | 17 d'octubre de 2003   | Anderson Mesa        | LONEOS                          |
| 196930 -      | 2003 UA11              | 19 d'octubre de 2003   | Kitt Peak            | Spacewatch                      |
| 196931 -      | 2003 UF12              | 20 d'octubre de 2003   | Kitt Peak            | Spacewatch                      |
| 196932 -      | 2003 UV12              | 16 d'octubre de 2003   | Kitt Peak            | Spacewatch                      |
| 196933 -      | 2003 UY14              | 16 d'octubre de 2003   | Kitt Peak            | Spacewatch                      |
| 196934 -      | 2003 UD15              | 16 d'octubre de 2003   | Kitt Peak            | Spacewatch                      |
| 196935 -      | 2003 UH16              | 16 d'octubre de 2003   | Anderson Mesa        | LONEOS                          |
| 196936 -      | 2003 UL16              | 16 d'octubre de 2003   | Anderson Mesa        | LONEOS                          |
| 196937 -      | 2003 US16              | 16 d'octubre de 2003   | Palomar              | NEAT                            |
| 196938 -      | 2003 UO20              | 22 d'octubre de 2003   | Junk Bond            | Junk Bond                       |
| 196939 -      | 2003 UB23              | 20 d'octubre de 2003   | Palomar              | NEAT                            |
| 196940 -      | 2003 UW23              | 22 d'octubre de 2003   | Kitt Peak            | Spacewatch                      |
| 196941 -      | 2003 UZ23              | 23 d'octubre de 2003   | Needville            | Needville                       |
| 196942 -      | 2003 UM24              | 23 d'octubre de 2003   | Socorro              | LINEAR                          |
| 196943 -      | 2003 UC28              | 23 d'octubre de 2003   | Anderson Mesa        | LONEOS                          |
| 196944 -      | 2003 UO28              | 19 d'octubre de 2003   | Kitt Peak            | Spacewatch                      |
| 196945 -      | 2003 UV29              | 26 d'octubre de 2003   | Ottmarsheim          | Ottmarsheim                     |
| 196946 -      | 2003 UX31              | 16 d'octubre de 2003   | Kitt Peak            | Spacewatch                      |
| 196947 -      | 2003 UT35              | 16 d'octubre de 2003   | Palomar              | NEAT                            |
| 196948 -      | 2003 US38              | 26 d'octubre de 2003   | Kleť                 | Kleť                            |
| 196949 -      | 2003 UR40              | 16 d'octubre de 2003   | Anderson Mesa        | LONEOS                          |
| 196950 -      | 2003 UZ41              | 17 d'octubre de 2003   | Kitt Peak            | Spacewatch                      |
| 196951 -      | 2003 UO46              | 18 d'octubre de 2003   | Kitt Peak            | Spacewatch                      |
| 196952 -      | 2003 UX48              | 16 d'octubre de 2003   | Anderson Mesa        | LONEOS                          |
| 196953 -      | 2003 UJ50              | 17 d'octubre de 2003   | Kitt Peak            | Spacewatch                      |
| 196954 -      | 2003 UA52              | 18 d'octubre de 2003   | Palomar              | NEAT                            |
| 196955 -      | 2003 UQ52              | 18 d'octubre de 2003   | Palomar              | NEAT                            |
| 196956 -      | 2003 UR52              | 18 d'octubre de 2003   | Palomar              | NEAT                            |
| 196957 -      | 2003 UV52              | 18 d'octubre de 2003   | Palomar              | NEAT                            |
| 196958 -      | 2003 UK53              | 18 d'octubre de 2003   | Palomar              | NEAT                            |
| 196959 -      | 2003 UM53              | 18 d'octubre de 2003   | Palomar              | NEAT                            |
| 196960 -      | 2003 UA54              | 18 d'octubre de 2003   | Palomar              | NEAT                            |
| 196961 -      | 2003 UE54              | 18 d'octubre de 2003   | Palomar              | NEAT                            |
| 196962 -      | 2003 UR54              | 18 d'octubre de 2003   | Palomar              | NEAT                            |
| 196963 -      | 2003 UD56              | 19 d'octubre de 2003   | Goodricke-Pigott     | R. A. Tucker                    |
| 196964 -      | 2003 UT56              | 23 d'octubre de 2003   | Anderson Mesa        | LONEOS                          |
| 196965 -      | 2003 UV56              | 23 d'octubre de 2003   | Kitt Peak            | Spacewatch                      |
| 196966 -      | 2003 UC57              | 24 d'octubre de 2003   | Socorro              | LINEAR                          |
| 196967 -      | 2003 UK57              | 27 d'octubre de 2003   | Kvistaberg           | Uppsala-DLR Asteroid Survey     |
| 196968 -      | 2003 UR57              | 16 d'octubre de 2003   | Palomar              | NEAT                            |
| 196969 -      | 2003 UV58              | 16 d'octubre de 2003   | Kitt Peak            | Spacewatch                      |
| 196970 -      | 2003 UU59              | 17 d'octubre de 2003   | Anderson Mesa        | LONEOS                          |
| 196971 -      | 2003 UG61              | 16 d'octubre de 2003   | Palomar              | NEAT                            |
| 196972 -      | 2003 UO62              | 16 d'octubre de 2003   | Anderson Mesa        | LONEOS                          |
| 196973 -      | 2003 UP62              | 16 d'octubre de 2003   | Anderson Mesa        | LONEOS                          |
| 196974 -      | 2003 UC64              | 16 d'octubre de 2003   | Anderson Mesa        | LONEOS                          |
| 196975 -      | 2003 UU64              | 16 d'octubre de 2003   | Anderson Mesa        | LONEOS                          |
| 196976 -      | 2003 UA65              | 16 d'octubre de 2003   | Anderson Mesa        | LONEOS                          |
| 196977 -      | 2003 UN66              | 16 d'octubre de 2003   | Palomar              | NEAT                            |
| 196978 -      | 2003 UZ69              | 18 d'octubre de 2003   | Kitt Peak            | Spacewatch                      |
| 196979 -      | 2003 UN70              | 18 d'octubre de 2003   | Kitt Peak            | Spacewatch                      |
| 196980 -      | 2003 UC75              | 17 d'octubre de 2003   | Anderson Mesa        | LONEOS                          |
| 196981 -      | 2003 UV76              | 17 d'octubre de 2003   | Anderson Mesa        | LONEOS                          |
| 196982 -      | 2003 UC79              | 18 d'octubre de 2003   | Haleakala            | NEAT                            |
| 196983 -      | 2003 UH79              | 19 d'octubre de 2003   | Socorro              | LINEAR                          |
| 196984 -      | 2003 UQ79              | 19 d'octubre de 2003   | Kitt Peak            | Spacewatch                      |
| 196985 -      | 2003 UY79              | 18 d'octubre de 2003   | Goodricke-Pigott     | R. A. Tucker                    |
| 196986 -      | 2003 UC80              | 17 d'octubre de 2003   | Goodricke-Pigott     | R. A. Tucker                    |
| 196987 -      | 2003 UO81              | 16 d'octubre de 2003   | Haleakala            | NEAT                            |
| 196988 -      | 2003 UC82              | 18 d'octubre de 2003   | Haleakala            | NEAT                            |
| 196989 -      | 2003 UF83              | 16 d'octubre de 2003   | Haleakala            | NEAT                            |
| 196990 -      | 2003 UH83              | 17 d'octubre de 2003   | Anderson Mesa        | LONEOS                          |
| 196991 -      | 2003 UF84              | 18 d'octubre de 2003   | Kitt Peak            | Spacewatch                      |
| 196992 -      | 2003 US84              | 18 d'octubre de 2003   | Kitt Peak            | Spacewatch                      |
| 196993 -      | 2003 UJ85              | 18 d'octubre de 2003   | Kitt Peak            | Spacewatch                      |
| 196994 -      | 2003 UW85              | 18 d'octubre de 2003   | Palomar              | NEAT                            |
| 196995 -      | 2003 US87              | 19 d'octubre de 2003   | Anderson Mesa        | LONEOS                          |
| 196996 -      | 2003 UZ88              | 19 d'octubre de 2003   | Anderson Mesa        | LONEOS                          |
| 196997 -      | 2003 UA90              | 20 d'octubre de 2003   | Kitt Peak            | Spacewatch                      |
| 196998 -      | 2003 UV93              | 18 d'octubre de 2003   | Kitt Peak            | Spacewatch                      |
| 196999 -      | 2003 UH94              | 18 d'octubre de 2003   | Kitt Peak            | Spacewatch                      |
| 197000 -      | 2003 UE96              | 18 d'octubre de 2003   | Kitt Peak            | Spacewatch                      |